# Aníbal
Aníbal (𐤇𐤍𐤁𐤏𐤋; Cartago, 247 a.C. – Libissa, c. 183–181 a.C.) foi um general e estadista cartaginês. É considerado um dos maiores estrategistas militares da história.
A vida de Aníbal decorreu no conflituoso período em que Roma estabelecia a sua supremacia na bacia mediterrânica, superando outras potências (a própria República Cartaginesa, Macedônia, Siracusa e Império Selêucida). Foi o general mais ativo da Segunda Guerra Púnica, em que executou um dos mais audazes feitos militares da Antiguidade: Aníbal e seu exército, no qual se incluíam trinta e oito elefantes de guerra, partiram da Hispânia e atravessaram os Pirenéus e os Alpes com o objetivo de conquistar o norte da Itália. Ali derrotou os romanos em grandes batalhas campais como a do rio Trébia, a do lago Trasimeno e a de Canas, que ainda são estudadas em academias militares na atualidade. Apesar de sua brilhante campanha, Aníbal não chegou a invadir Roma. As razões para tal dividem opiniões entre os historiadores, e vão desde falta de materiais para o cerco até considerações políticas que defendem que a intenção de Aníbal não era tomar Roma, mas obrigá-la a render-se. Não obstante, Aníbal conseguiu manter seu exército na Itália por mais de uma década, recebendo escassos reforços. Após a invasão da África por parte de Cipião, o senado cartaginês o chamou de volta a Cartago, onde foi finalmente derrotado por Cipião na Batalha de Zama.
Finda a guerra contra Roma, entrou na vida pública cartaginesa. Enfrentou a oligarquia dirigente que o acusou de estar mancomunado com o selêucida Antíoco III, pelo que teve que se exilar no ano de 190 a.C. Passou ao serviço deste último monarca, cujas ordens o levaram de novo ao confronto com a República Romana na Batalha do Eurimedonte, em que foi derrotado. Uma vez mais exilado, se refugiou na corte de Prúsias I, rei da Bitínia. Os romanos exigiram dos bitínios que entregassem o cartaginês, ao que o rei concordou. Contudo, antes de ser capturado, Aníbal preferiu o suicídio.
O historiador militar Theodore Ayrault Dodge o chamou de "pai da estratégia". Foi admirado inclusive por seus inimigos — Cornélio Nepos o batizou como "o maior dos generais". Mesmo seu maior inimigo, Roma, adaptou certos elementos de suas táticas militares a seu próprio acervo estratégico. Seu legado militar lhe conferiu uma sólida reputação no mundo moderno e foi considerado como um grande estrategista militar por grandes militares como Napoleão ou Arthur Wellesley, o duque de Wellington. Sua vida foi objeto de muitos livros, filmes e documentários.

## Nome

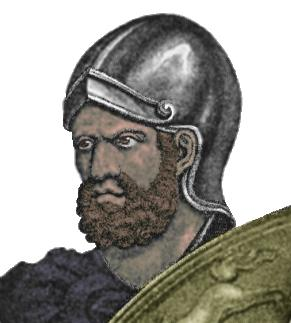
Ilustração de Aníbal

A forma portuguesa do nome é derivada do Latim. Historiadores gregos grafavam o nome como Anníbas Bárkas (Ἀννίβας Βάρκας).
Aníbal era seu prenome. O nome de Aníbal foi registrado em fontes cartaginesas como ḤNBʻL (em púnico: 𐤇𐤍𐤁𐤏𐤋). Sua vocalização exata continua em discussão. Leituras sugeridas incluem Ḥannibaʻl ou Ḥannibaʻal, significando "benção de Baʻal", "Ba'al é gracioso", ou "Ba'al tem sido gracioso"; ou Ḥannobaʻal, com o mesmo significado.
Barca (𐤁𐤓𐤒, brq) era o sobrenome de sua família aristocrática, significando "brilhante" ou "raio".
É então equivalente ao nome árabe Barq ou ao nome hebraico Barak ou ao epíteto em grego antigo keraunos, que era comumente atribuído aos comandantes militares no período helenístico.
Os historiadores designam família de Amílcar com o nome Bárcidas, a fim de evitar a confusão com outras famílias cartaginesas com os mesmos nomes (Aníbal, Asdrúbal, Amílcar, Magão, etc.) Como com os nomes gregos e o costume romano, os patronímicos eram comuns na nomenclatura cartaginesa, de forma que Aníbal também teria sido conhecido como "Aníbal filho de Amílcar".

## Antecedentes históricos
Em meados do século III a.C., a cidade de Cartago, onde nasceu Aníbal, estava fortemente influenciada pela cultura helenística oriunda dos vestígios do império de Alexandre Magno.[carece de fontes?] Cartago ocupava então um lugar importante nas trocas comerciais da bacia mediterrânea e em particular nos empórios da Sicília, Sardenha e nas costas da Ibéria e da África do Norte. A cidade dispunha igualmente de uma importante frota de guerra para proteção de suas rotas marítimas e transporte do ouro, procedente do golfo da Guiné, e do estanho, procedente das costas britânicas.
A outra potência mediterrânea da época era Roma, com a qual Cartago entrou em guerra durante vinte anos em um conflito conhecido como a Primeira Guerra Púnica, a primeira guerra de grande envergadura em que Roma saiu vitoriosa. Este enfrentamento entre a República Romana e Cartago foi provocado por um conflito secundário em Siracusa, e se desenrolou por terra e mar em três fases: combates na Sicília (264-256 a.C.), combates na África (256-250 a.C.) e de novo na Sicília (250-241 a.C.). Durante esta última fase, nasceu a fama de Amílcar Barca que conduziu a guerra contra Roma desde o ano 247 a.C.. Com a grande derrota naval nas ilhas Égadas, ao noroeste da Sicília, os cartagineses se viram obrigados a firmar o Tratado de Lutácio na primavera de 241 a.C. com o cônsul Caio Lutácio Cátulo. Entre os termos impostos a Cartago por este tratado, se encontravam a cessão dos territórios da Sicília e das ilhas menores entre ela e a costa africana, assim como onerosas compensações de guerra.
Finda a Primeira Guerra Púnica, apesar das precauções adotadas por Amílcar Barca, Cartago encontrou problemas na hora de dispersar seus regimentos armados de mercenários, que não tardaram em assaltar a cidade e provocar um conflito da envergadura de uma guerra civil. Este episódio histórico é conhecido como a Guerra dos Mercenários. Amílcar conseguiu reprimir esta rebelião depois de três anos, após vencer os rebeldes no rio Bagradas e de novo, com um grande derramamento de sangue, na Batalha do Desfiladeiro da Serra no ano de 237 a.C.. Da sua parte, Roma havia aproveitado a falta de resistência para tomar a Sardenha, anteriormente em mãos dos cartagineses. Após Cartago protestar por essa manobra, que supunha uma violação do tratado de paz recentemente firmado, Roma declarou guerra, mas propôs anulá-la se entregassem não somente a Sardenha, mas também a Córsega e mais compensações econômicas. Impotentes, os cartagineses tiveram que ceder e em 238 a.C. ambas as ilhas se converteram em possessões romanas. Para compensar este revés, Amílcar marchou à Ibéria, onde se apoderou de vastos territórios no sudeste do país. Durante uma década, Amílcar dirigiu a conquista do sul da Ibéria, apoiado militar e logisticamente por seu genro Asdrúbal. Esta conquista restabeleceu a situação econômica de Cartago, graças à exploração das minas de prata e estanho.

## Ascensão

### Juventude

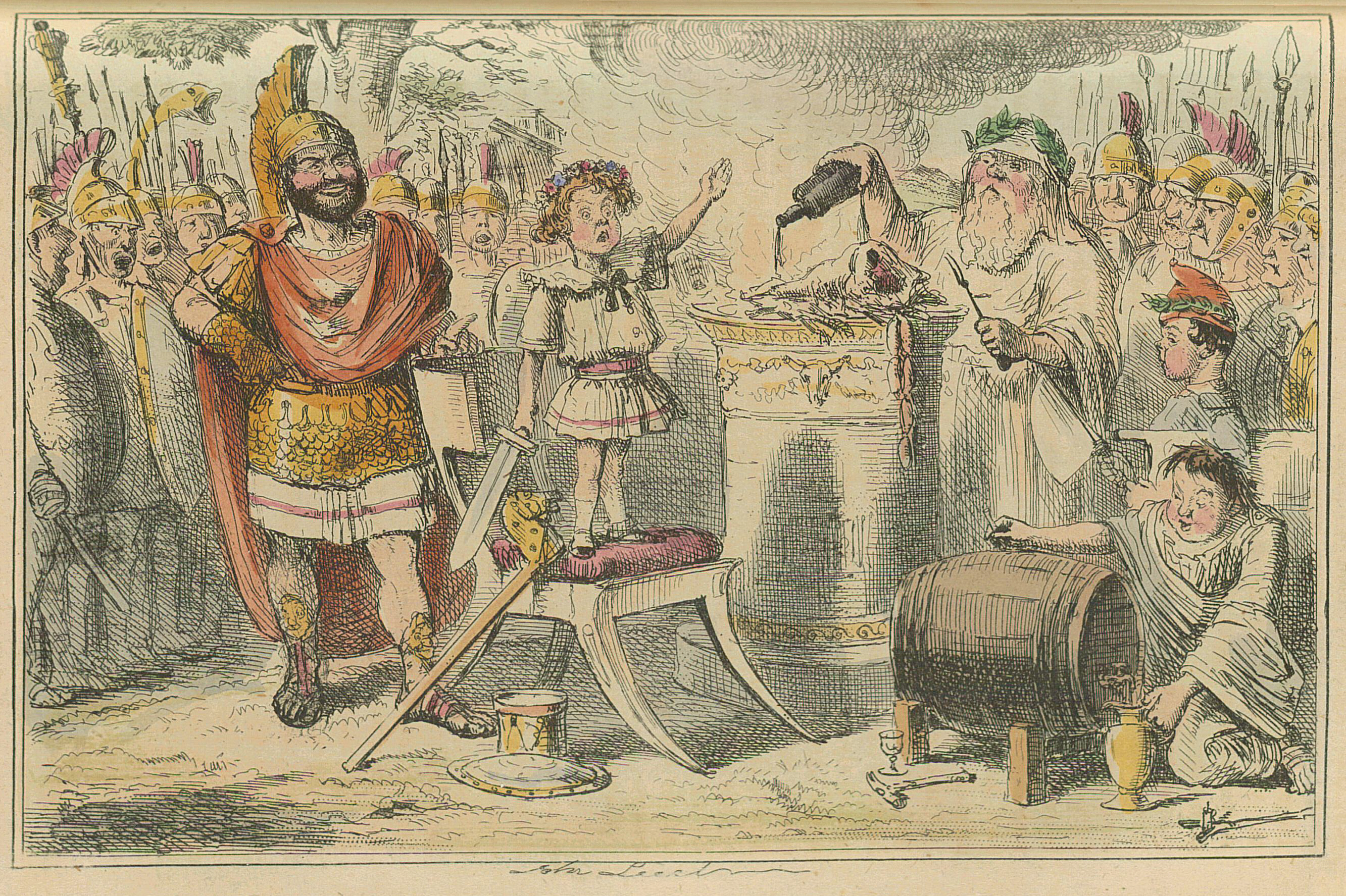
Caricatura do juramento de ser sempre inimigo de Roma, que Aníbal fez a seu pai.

Aníbal Barca nasceu provavelmente em Cartago no ano de 247 a.C.. Era o filho mais velho do general Amílcar Barca e de sua mulher ibérica. Os autores greco-romanos registraram pouco sobre a educação de Aníbal. É sabido que aprendeu as letras gregas, a história de Alexandre Magno e a arte da guerra com um preceptor espartano, chamado Sosilos. Desta maneira, adquiriu o modo de raciocínio e de ação que os gregos chamavam Métis, fundados na inteligência e a astúcia.
Depois de haver expandido seu território, Amílcar enriqueceu sua família e, por extensão, Cartago. Para alcançar esse objetivo, Amílcar se baseou na cidade de Gadir (atual Cádis, Espanha), próxima ao estreito de Gibraltar, e começou a submeter as tribos ibéricas. Naquele momento, Cartago se encontrava em tal estado de empobrecimento que sua marinha era incapaz de transportar o exército à Hispânia. Logo, Amílcar foi obrigado a fazer seu exército marchar até as Colunas de Hércules, para cruzar ali em barco o estreito de Gibraltar, entre o que atualmente seriam Marrocos e Espanha.
O historiador romano Tito Lívio menciona que quando Aníbal foi ver o seu pai e lhe rogou que lhe permitisse acompanhá-lo, este aceitou com a condição de que jurasse que durante toda sua existência nunca seria amigo de Roma. Outros historiadores referem que Aníbal declarou a seu pai:
| “ | Juro que enquanto a idade me permita [...] empregarei o fogo e o ferro para romper o destino de Roma. | ” |

Seu aprendizado tático começou sob a égide de seu pai e continuou aprendendo de seu cunhado, Asdrúbal, o Belo. Asdrúbal sucedeu Amílcar, morto no campo de batalha contra os rebeldes ibéricos em 229 a.C.. Nomeado chefe da cavalaria por Asdrúbal, Aníbal revela de imediato sua resistência, seu sangue frio, e sua capacidade para se fazer apreciado e admirado por seus soldados. Asdrúbal conduziu uma política de consolidação dos interesses ibéricos de Cartago. Para tanto, casou Aníbal com uma princesa ibérica de nome Imilce, com a qual teve um filho. Contudo, esta aliança matrimonial é considerada improvável e não está atestada por todos. Em 227 a.C., Asdrúbal fundou a nova capital cartaginesa na Hispânia, Qart Hadasht, hoje Cartagena. Em 226 a.C. Asdrúbal assinou um tratado com Roma pelo qual a Península Ibérica ficava dividida em duas zonas de influência. O rio Ebro constituía a fronteira: Cartago não deveria se expandir mais ao norte deste rio, na mesma medida que Roma não se estenderia ao sul do curso fluvial.

### Comandante Supremo
Após a morte de Asdrúbal, Aníbal foi escolhido pelo exército de Cartago, aquartelado na Península Ibérica, para sucedê-lo como comandante em chefe. Mais tarde, Aníbal seria confirmado no cargo pelo governo cartaginês apesar da oposição liderada por Hanão (um rico aristocrata). Nessa época, Aníbal contava 25 anos. Tito Lívio faz uma breve descrição do jovem general:
| “ | A partir de sua chegada à Hispânia, Aníbal atraiu todos os olhares. "É Amílcar em sua juventude, que nos foi devolvido", escreviam os velhos soldados. "A mesma energia no rosto, o mesmo fogo no olhar: aqui está sua imagem, aqui estão seus gestos". | ” |

Tendo assumido o comando, Aníbal passou dois anos consolidando o poder sobre as terras hispânicas cartaginesas e terminando a conquista dos territórios situados ao sul de Ebro. Em 221 a.C., em sua primeira campanha como chefe das forças cartaginesas na Hispânia, dirigiu-se ao planalto Central e atacou os Olcades, tomando sua principal cidade, Althia. Essa conquista expandiu os domínios púnicos até a vizinhança do rio Tejo. Na campanha do ano seguinte, 220 a.C., avançou para o oeste e enfrentou os Váceos, atacando as cidades de Helmântica e Arbocala. No retorno da expedição com um grande espólio para Qart Hadasht, uma coalizão liderada por Carpetanos, com contingentes de Váceos e Olcades, lançou um ataque próximo ao rio Tejo, mas foi derrotada pela perícia militar do jovem general cartaginês.
Temendo a crescente presença dos cartagineses na Hispânia, Roma concluiu uma aliança com a cidade de Sagunto, declarando a cidade um protetorado. Sagunto estava localizada a uma distância considerável do rio Ebro, na parte sul, no território que os romanos tinham reconhecido como dentro da área de influência cartaginesa. Esta manobra política criou tensão entre as duas potências: enquanto os romanos argumentavam que de acordo com o tratado assinado em 241 a.C., os cartagineses não poderiam atacar um aliado de Roma, os púnicos se apoiavam na cláusula do documento que reconhecia a soberania hispânica cartaginesa sobre territórios situados ao sul do Ebro.
Aníbal decidiu marchar contra Sagunto. Escavações recentes (2008) na cidade de Valência encontraram, entre outros restos, uma paliçada perto da margem esquerda do rio Túria, que foi provavelmente parte de um acampamento militar, o aquartelamento de Aníbal em seu avanço em direção a Sagunto. A cidade foi sitiada e se rendeu em 219 a.C., após oito meses de cerco. Roma reagiu ao que considerou uma violação flagrante do tratado e exigiu justiça do governo cartaginês. Devido à grande popularidade de Aníbal e ao risco de perder prestígio na Hispânia, o governo oligárquico rejeitou as petições romanas e declarou a guerra que o general sonhara, a Segunda Guerra Púnica, no final daquele ano. Aníbal estava determinado a levar a guerra até o coração da Itália com uma rápida marcha através da Hispânia e sul da Gália.

## Segunda Guerra Púnica na Itália (218 a 203 a.C.)

### Preparativos

Mapa da rota seguida por Aníbal durante sua invasão

Após o cerco e destruição de Sagunto pelos cartagineses, Roma decidiu atacar em duas frentes: Norte da África e Hispânia. Partiram da Sicília, ilha que serviu como base de operações. Contudo, Aníbal subverteu os planos dos romanos com uma estratégia inesperada: levar a guerra ao coração da península Itálica, marchando rapidamente atravessando a Hispânia e o sul da Gália.
Ciente de que sua frota marítima era muito inferior à dos romanos, Aníbal decidiu não atacar pelo mar, escolhendo uma rota terrestre muito mais dura e mais longa mas mais interessante taticamente, já que lhe permitiu recrutar muitos soldados mercenários ou aliados provenientes dos povos celtas dispostos a combater os romanos. Antes de sua partida, Aníbal distribuiu habilmente seus efetivos e enviou ao Norte da África vários contingentes ibéricos, enquanto que ordenou que os soldados líbios-fenícios garantissem a segurança das possessões de Cartago na Hispânia.
Aníbal não partiu de Cartagena antes do final da primavera de 218 a.C..
O general pôs em marcha o exército e enviou representantes para negociar sua passagem através dos Pireneus e costurar alianças com os povos presentes ao largo de sua rota. De acordo com Tito Lívio, Aníbal atravessou o rio Ebro com 90 000 soldados e 12 000 cavaleiros, e deixou um destacamento de  10 000 soldados e 1 000 cavaleiros para que defendessem a Hispânia, aos quais se somaram 11 000 ibéricos que se mostraram reticentes a abandonar seu território. Após sua passagem pelos Pirenéus, dispunha de 70 000 soldados e 10 000 cavaleiros. Conforme outras fontes, Aníbal chegou à Gália conduzindo 40 000 soldados e 12 000 cavaleiros. É difícil estabelecer um número aproximando de seu efetivo real. Algumas estimativas creem que liderava uma força de 80 000 homens. Quando de sua chegada à Itália, aparentemente liderava, segundo as fontes, entre 20 000 e 50 000 soldados e entre 6 000 e 9 000 cavaleiros. Por outro lado, em várias ocasiões (ou pelo menos no início da guerra), Cartago enviou reforços a Aníbal. A seu exército também se somaram muitos combatentes procedentes de tribos. Por volta de 40 000 galeses se juntaram ao exército cartaginês durante a guerra.
Em seu exército, Aníbal contava com um poderoso contingente de elefantes de guerra, animais que representavam um importante papel nos exércitos da época e os romanos conheciam bem por os terem enfrentado quando formavam parte das tropas do rei de Epiro, Pirro. Na realidade, os 38 elefantes do exército de Aníbal são uma um número insignificante se comparados com os dos exércitos da época helenística. A maioria morreu durante a viagem pelos Alpes vítimas da umidade e das marismas etruscas. A única besta sobrevivente foi utilizada como montaria pelo próprio general. Aníbal perdeu seu olho direito durante uma batalha menor e utilizou esse meio de transporte para não entrar em contato com a água. Segundo outros historiadores, Aníbal sofreu uma oftalmía que o deixou estrábico.

### Viagem à Itália

Aníbal e seus homens cruzando os Alpes

Aníbal avançou pela Gália evitando cuidadosamente atacar as cidades gregas situadas onde hoje é a Catalunha. Pensa-se que, depois de atravessar a cordilheira pirenaica através da atual região da Cerdânia e estabelecer o seu acampamento perto da cidade de Illibéris (a atual Elne, próxima a Perpinhã), seguiu avançando sem problemas até chegar ao rio Ródano, onde chegou em setembro antes que os romanos pudessem impedir a passagem de 38 000 soldados, 8 000 cavaleiros e 37 elefantes de guerra.
Depois de evitar as populações locais, que tentaram impedir seu avanço, Aníbal foi forçado a fugir de uma companhia romana que vinha da costa do Mediterrâneo, subindo o vale do rio Ródano. O fato de que os romanos vieram da conquista da Gália Cisalpina deu esperança a Aníbal de que seria possível encontrar aliados entre os gauleses do norte da Itália.

### Travessia dos Alpes

#### Possíveis rotas
O itinerário realizado por Aníbal é controverso. Em outubro de 218 a.C., os Alpes podiam se flanqueados pelo passo do Pequeno São Bernardo, pelo passo de monte Cenis ou também pelo passo de Montgenèvre. Alguns autores defendem que Aníbal atravessou o passo de Clapier ou, mais ao sul, o passo de Larche.
Os registros de Políbio e Tito Lívio são muito imprecisos. Além do mais, não existem indícios arqueológicos que forneçam alguma prova irrefutável da rota de Aníbal. Todas as hipóteses formuladas por especialistas estão embasadas nos textos de Políbio e Tito Lívio (já foram escritos quase mil livros sobre o assunto).

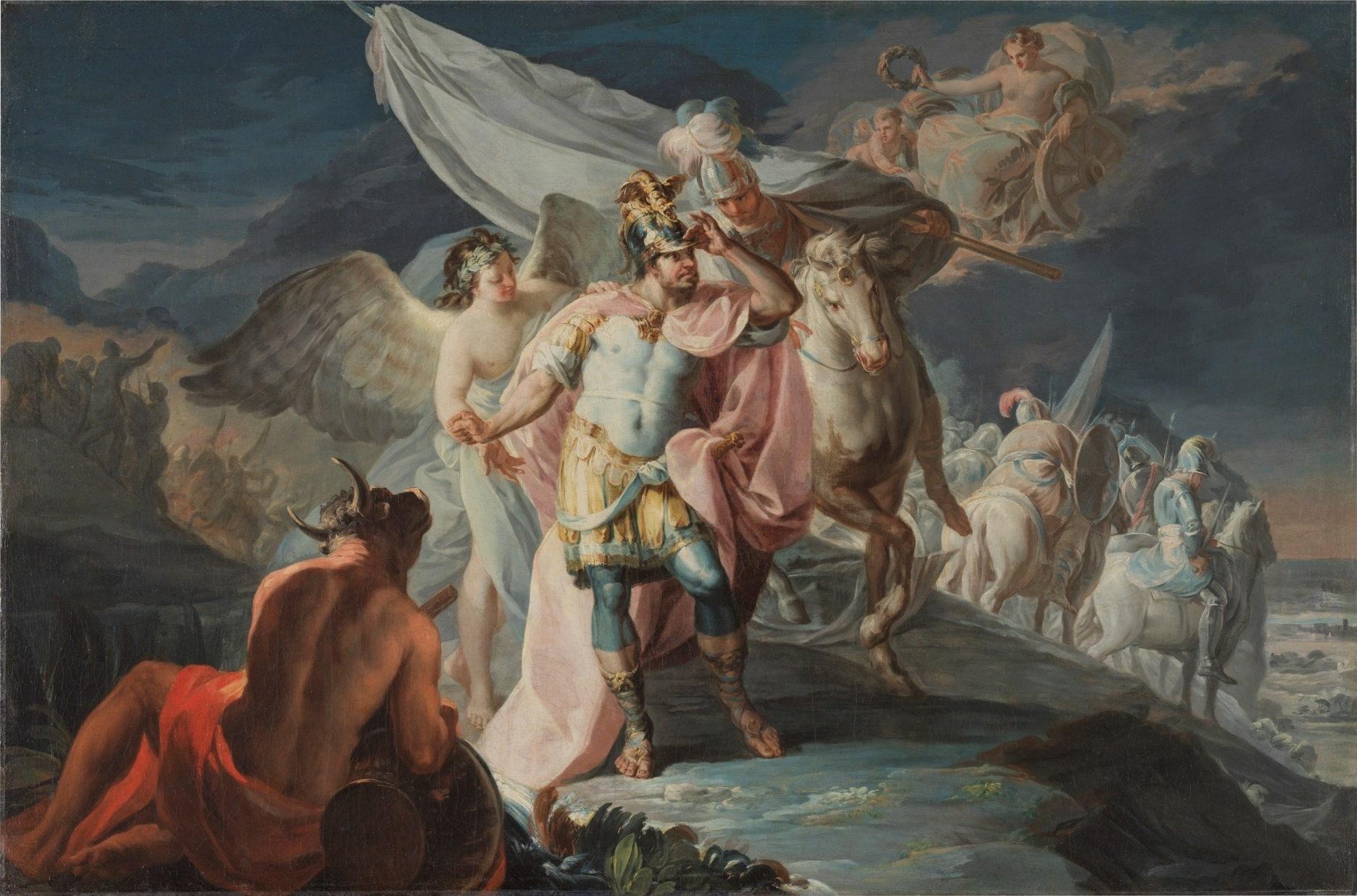
Aníbal vitorioso contemplando pela primeira vez a Itália pelos Alpes (1770), óleo sobre tela de Francisco de Goya

Umas das hipóteses mais aceitas é a que indica o passo de montanha flanqueado por Aníbal próximo à planície Padana. Sem dúvida, Aníbal encorajava seus soldados famintos e desmoralizados com a perspectiva de logo encontrar o rio Pó. Nos Alpes Setentrionais, Montgenèvre e Grande São Bernardo, somente o passo de Savine-Coche e o passo de Larche avalizam esta opinião. Contudo, os que acreditam na passagem pelo passo de São Bernardo Pequeno questionam o sentido desta passagem de Políbio:
| “ | Os soldados, abatidos pela lembrança da dor que haviam sofrido, e sem saber quem enfrentariam quando seguissem avançando, pareceram perder a coragem. Aníbal os reuniu e, como desde o topo dos Alpes, que pareciam ser a entrada para a cidadela da Itália, podiam ver as vastas planícies que o Pó regava com suas águas, Aníbal usou esse belo espetáculo, o único recurso que possuía, para afugentar o medo dos soldados. Ao mesmo tempo, ele apontou para o local onde Roma estava localizada e lembrou-lhes que desfrutavam da boa vontade das pessoas que viviam no país antes deles. | ” |

Há de se registrar que era comum entre os historiadores antigos imaginar discursos verossímeis atribuídos a personagens históricos, pelos quais não há razão alguma para crer na autenticidade absoluta desta cena, e na atitude do orador que a acompanha. A comparação dos diversos caminhos possíveis não permite uma conclusão definitiva. Segundo as fontes, Aníbal perdeu nesta travessia entre 3 000 e 20 000 homens. Os sobreviventes que chegaram à Itália estavam famintos e com frio.

Possíveis rotas de Aníbal pelos Alpes
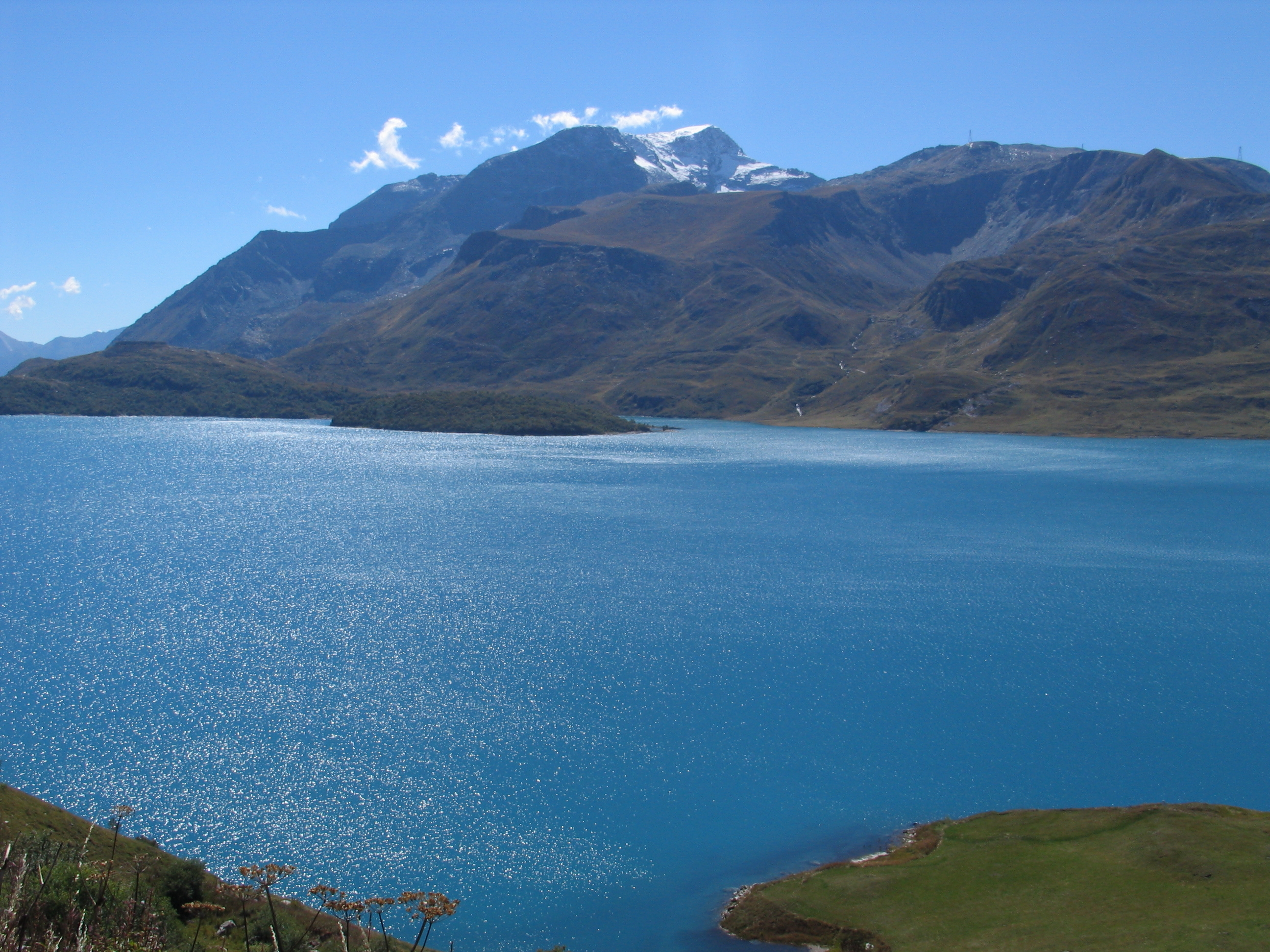
Passo de Monte Cenis
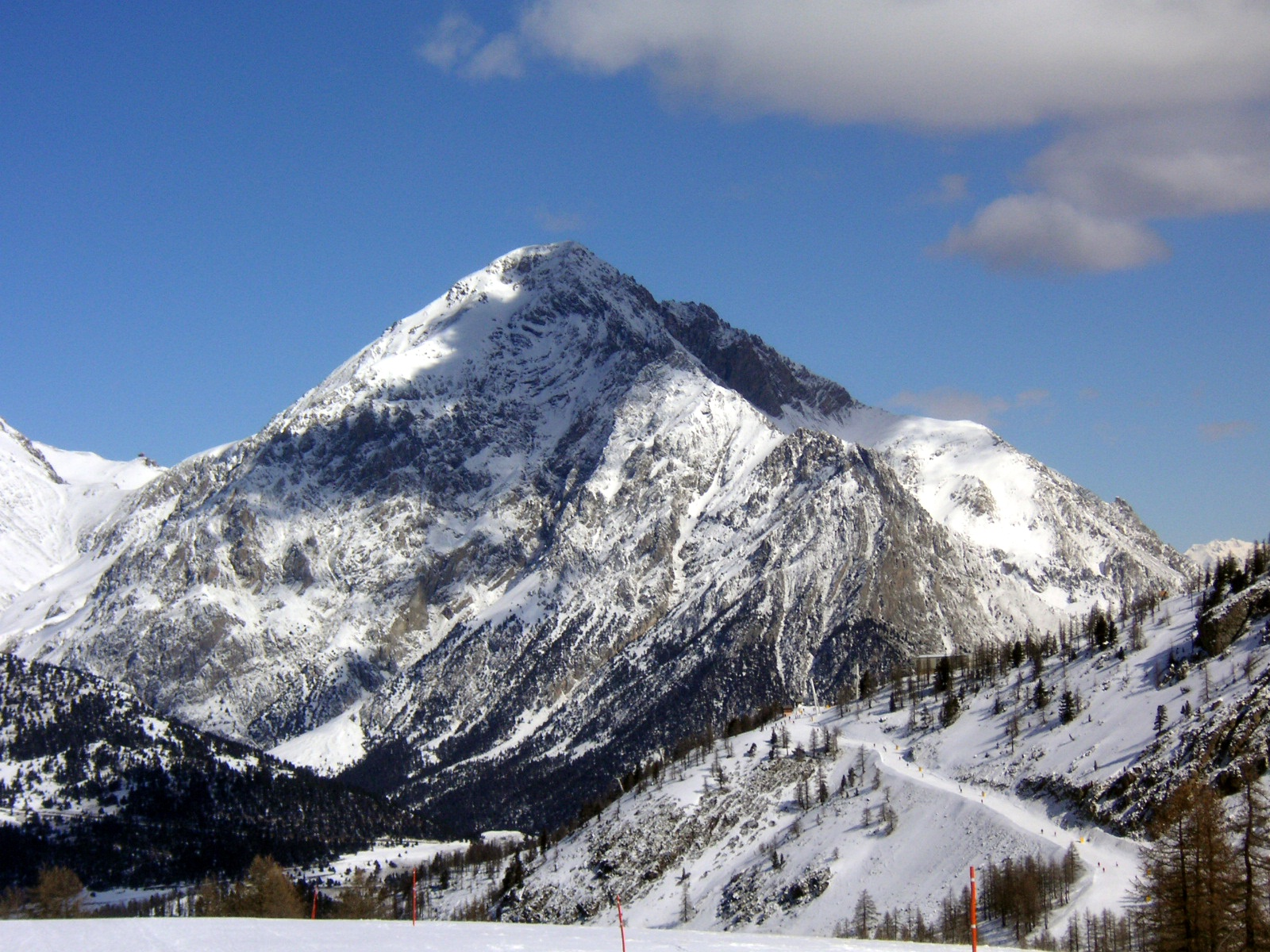
Passo de Montgenèvre
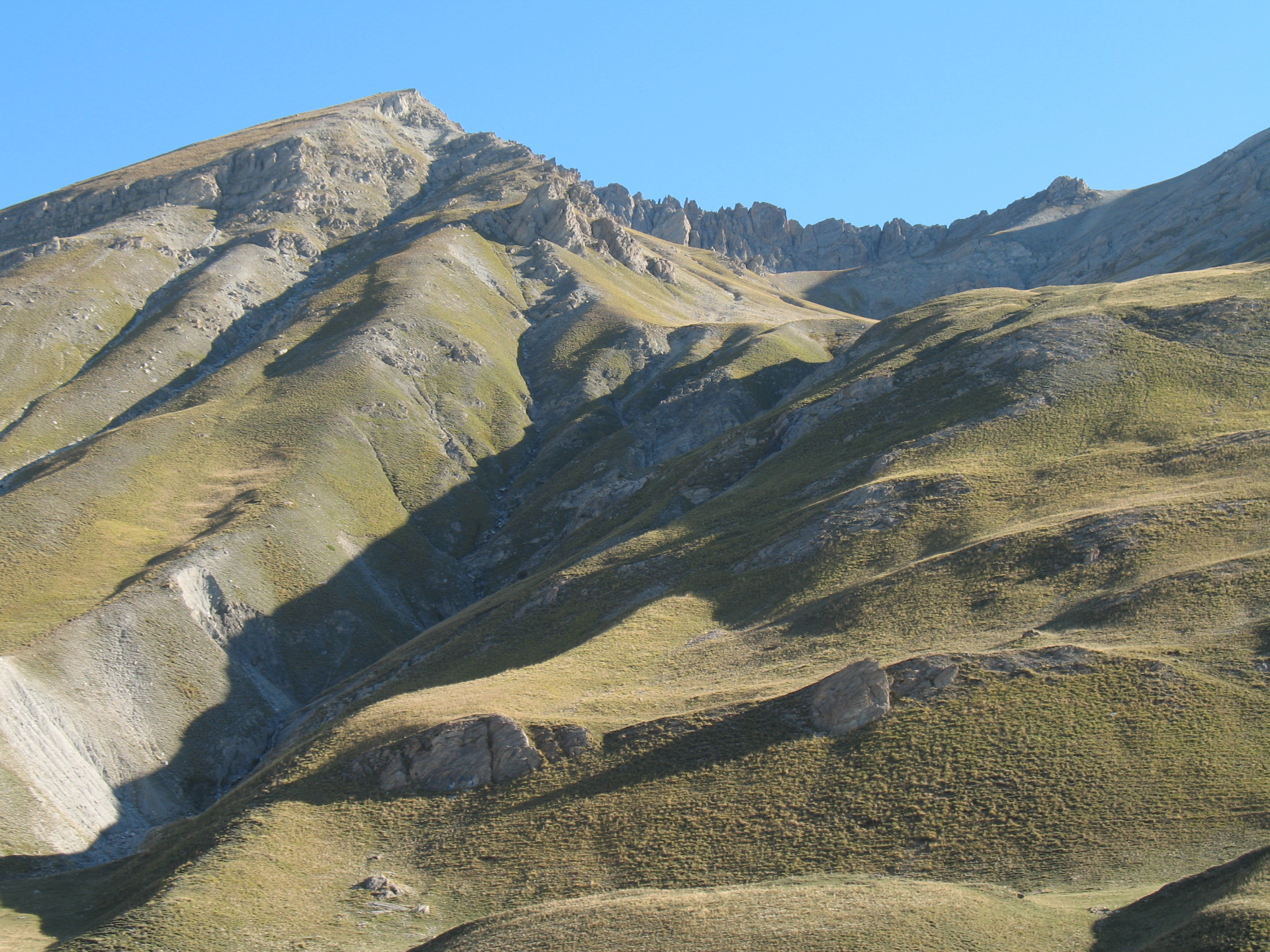
Passo de Larche
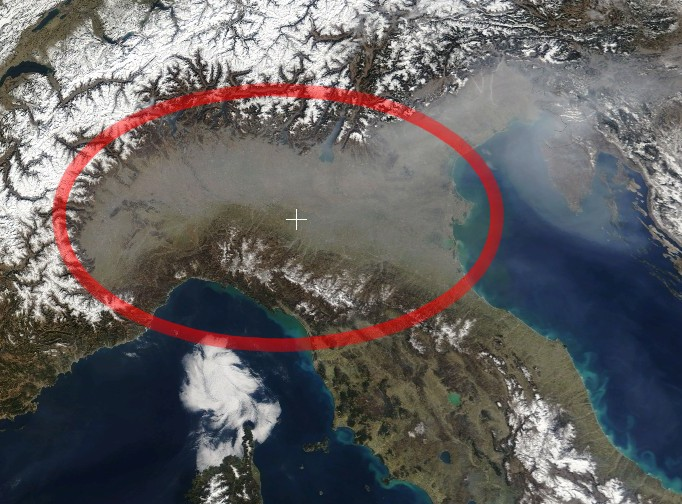
A planície Padana é a zona cinzenta do interior da elipse.
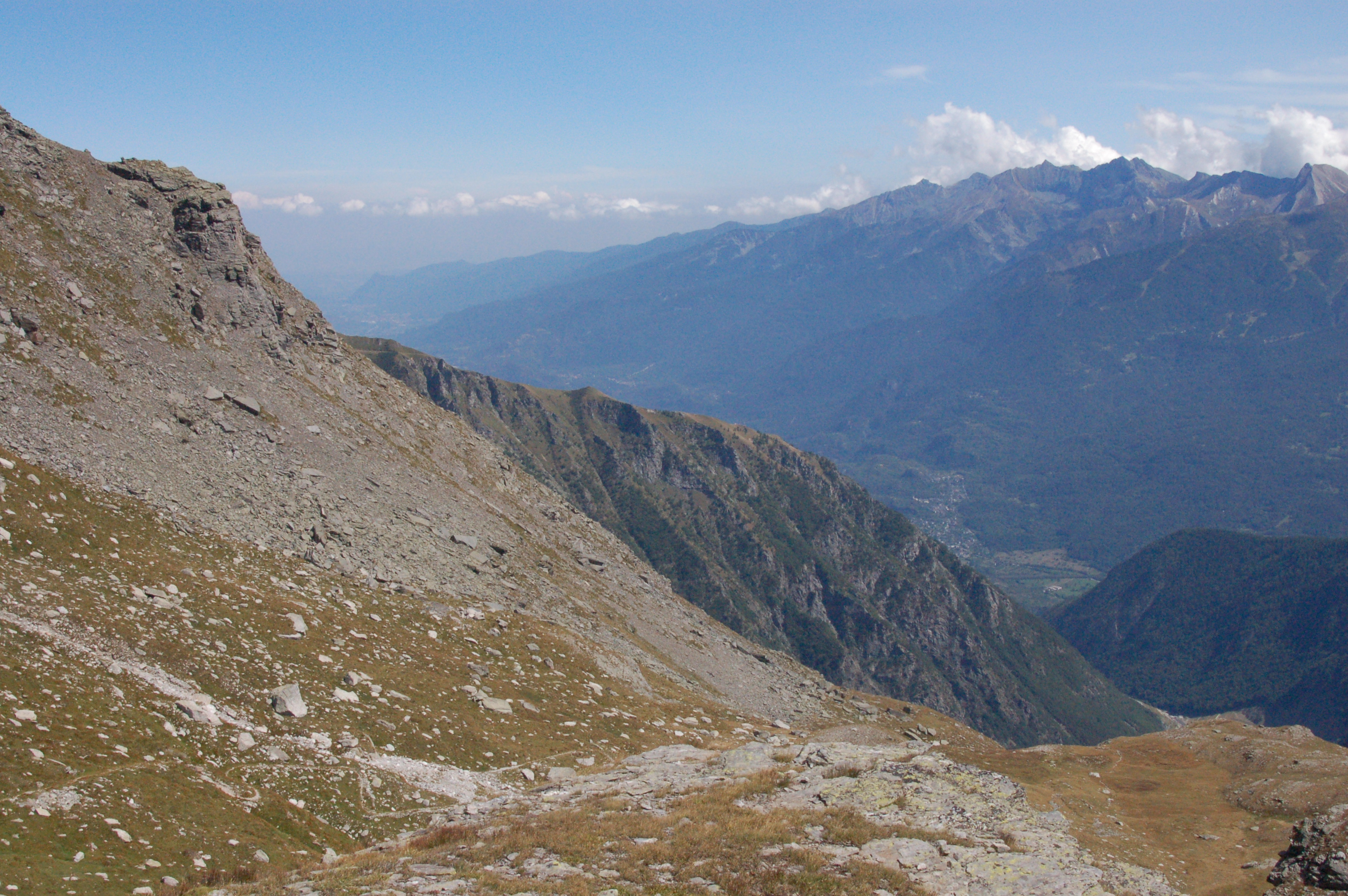
Passo de Clapier
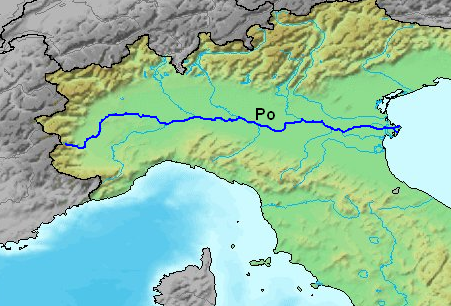
Mapa com o traçado do rio Pó

Esta passagem foi representada em muitas pinturas e desenhos, sendo uma delas de Francisco de Goya. Os que defendem a passagem por São Bernardo Pequeno dizem que os nevoeiros que muitas vezes se elevam na planície do Pó impendem-na de ser vista. No entanto, esta planície foi vista e fotografada muitas vezes. Há um exemplo no sítio web de Patrick Hunt, professor de arqueologia da Universidade Stanford, dedicado à busca da passagem pela qual Aníbal teria chegado à Itália. Observa-se que o passo de Clapier é o único que combina perfeitamente com os textos antigos. Políbio registrou outra informação muito importante:
| “ | Aníbal chegou à Itália com o exército mencionado acima, acampando ao sopé dos Alpes, para descansar suas tropas [...] procurando, primeiro, contatar os povos do território de Turim, povos de aldeias ao sopé dos Alpes. | ” |

Nos Alpes Setentrionais, somente o passo de Clapier satisfaria estas duas condições: vista sobre a planície do Pó e das população dos turineses. Desde que o coronel Perrin fez essa afirmação em 1883, muitos autores adotaram essa hipótese. A única exceção relevante é a hipótese de sir Gavin de Beer (publicada em 1955), a qual propõe o passo da Traversette nos Alpes meridionais, próximo do monte Viso (Alpes Cócios). A rota não atravessava o território dos alóbroges e essa hipótese tem sido contestada com veemência, mas é aceita na Inglaterra e conta a seu favor o descobrimento, em 2016, de restos de excremento antigo com uma grande quantidade de bactérias Clostridia (associadas ao esterco de cavalo), sinais de vermes parasitas equinos e a evidência de que o solo havia sido intensamente pisoteado pelo que poderia ter sido um grande número de cavalos ao redor de um poço de água natural.
Qualquer que seja o caminho escolhido, a travessia dos Alpes tem sido a opção tática mais importante da Antiguidade. Aníbal conseguiu atravessar as montanhas apesar dos obstáculos colocados pelo clima, pelo terreno, pelos ataques das populações locais e da dificuldade de liderar um exército composto por soldados de diferentes etnias e falando em diferentes línguas.
Outro motivo que faz a travessia importante é estratégico. Roma era uma potência continental e Cartago uma potência marítima. Parecia óbvio que a frota cartaginesa poderia atacar e desembarcar homens em qualquer ponto ao sul da península itálica ou na Sicília, tendo recursos suficientes para evitar a procura de uma travessia pelos Alpes. Contudo, Aníbal atacou por terra em desafio aberto e de surpresa para as tropas romanas. Sua repentina aparição no vale do Pó depois da travessia da Gália e da passagem pelos Alpes, permitiu romper a paz forçada de algumas tribos locais, antes que Roma pudesse reagir contra as rebeliões. A difícil marcha de Aníbal o conduziu ao território romano e impediu tentativas do seu inimigo de resolver o conflito em território estrangeiro.

### Batalha de Ticino
Públio Cornélio Cipião, cônsul que dirigia as forças romanas destinadas a interceptar Aníbal, não esperava que o general cartaginês tentasse cruzar os Alpes. Os romanos estavam se preparando para enfrentá-lo na Península Ibérica. Depois que Cipião fracassou em sua tentativa de interceptar Aníbal no rio Ródano, despachou à Hispânia a seu irmão Cneo com a maior parte de seu exército consular enquanto ele, com um destacamento reduzido, transladou-se a Pisa (Etrúria) e se uniu ao exército de pretores na Gália comandados por Lúcio Mânlio Vulsão Longo e Caio Atílio Serrano. Tais decisões e movimentos rápidos permitiram que ele chegasse a Placência a tempo de alcançar Aníbal.
Depois de cruzar a cordilheira alpina com as tropas dizimadas e de ter conseguido subjugar a tribo dos Taurinos, Aníbal e seu exército avançaram para o o leste e se encontraram com o exército romano da Gália ao lado do rio Ticino. A Batalha de Ticino, um simples embate entre a cavalaria romana liberada pelo cônsul Públio Cornélio Cipião e a cavalaria cartaginesa, apresentou pela primeira vez em solo italiano as qualidades militares de Aníbal. O general púnico empregou sua cavalaria ligeira, os númidas, para flanquear as forças romanas, enquanto sua pesada cavalaria hispânica colidia frontalmente contra os cavaleiros gauleses (aliados aos romanos), contra os vélites e o resto da cavalaria ítalo-romana. O cônsul foi ferido e salvo por um escravo de origem lígure, mas outras fontes dizem que seu salvador foi seu filho de dezessete anos Cipião, que mais tarde receberia o sobrenome Africano em função da vitória decisiva sobre Aníbal em Zama.
Após recuar para o acampamento, os romanos deixaram a área de Ticino e acamparam nas proximidades do rio Pó, na Emília-Romanha. Graças à superioridade de sua cavalaria, Aníbal obrigara os romanos a evacuar a planície da Lombardia.

### Batalha do Trébia

Estratégias durante a Batalha do Trébia

Antes de que a notícia da derrota de Ticino chegasse a Roma, o senado romano ordenou que seu cônsul Tibério Semprônio Longo trouxesse suas tropas da Sicília, para se juntar a Cipião e enfrentar Aníbal.
Embora tenha sido apenas uma pequena vitória, o resultado do encontro em Ticino incitou os gauleses e os lígures a se unirem aos cartagineses, o que aumentou o tamanho do exército púnico para 40 000 homens, dos quais 14 000 eram gauleses.
Cipião, gravemente ferido e frente à deserção de alguns dos gauleses alistados no exército romano, recuou para as terras altas juntas ao rio Trébia para fixar um novo acampamento e proteger deste modo seus homens. Lá esperou a chegada das forças de Tibério.
Aníbal, graças à suas hábeis manobras, estava em posição de resistir a Tibério Semprônio, pois controlava a estrada que ia da Placência até Rimini, a qual o cônsul deveria seguir se quisesse juntar-se a Cipião. Aproveitando a situação, Aníbal forçou a traição de Clastidium, atual Casteggio, na Lombardia, onde encontrou grandes quantidades de suprimentos para seus homens. Todavia, este êxito não fora completo, pois aproveitando a distração do cartaginês, Tibério avançou e conseguiu se unir com Cipião. Assim que Tibério chegou na região, sua cavalaria teve um embate favorável com os batedores púnicos, o que lhe deu confiança.
No dia do solstício de inverno de 218 a.C., depois cercar o acampamento romano com sua cavalaria númida, Aníbal conseguiu que seus inimigos fossem a combate. No dia anterior, ele havia ocultado seu irmão Magão com infantaria e cavalaria em uma região arbustiva perto do campo de batalha. A Batalha do Trébia teve seu início quando o exército romano cruzou o rio e chocou-se com os soldados cartagineses. A cavalaria púnica com os os elefantes se concentrou no cerco das alas romanas, pondo em fuga a cavalaria inimiga. Fortemente pressionados nos flancos, também foram atacados na retaguarda pelas forças de Magão que estavam escondidas. Cercados por todas as partes, o centro da infantaria romana conseguiu abrir passagem atravessando os gauleses e hispânicos que integravam o centro da linha cartaginesa. Desta maneira, uma parte do efetivo romano conseguiu escapar. Novamente, Aníbal conseguira uma vitória importante, desta vez depois de enfrentar dois exércitos romanos comandados pelos dois cônsules.

### Batalha do Lago Trasimeno

Emboscada de Aníbal em 217 a.C. nas margens do lago Trasimeno

Após as vitórias de Ticino e Trébia, os cartagineses se retiraram para Bolonha,[carece de fontes?] para depois continuar sua marcha até Roma. Após ter consolidado sua posição no Norte da Itália graças às suas vitórias, Aníbal transferiu o seus quartéis de inverno para o território dos gauleses, cujo apoio parecia estar diminuindo. Na primavera de 217 a.C., o general cartaginês decidiu estabelecer uma base de operações mais segura, situada ao sul. Imaginando que Aníbal estava decidido a seguir avançando até Roma, Cneu Servílio Gêmino e Caio Flamínio, os novos cônsules, movimentaram seus exércitos a fim de bloquear as rotas do leste e do oeste, as quais poderiam ser tomadas por Aníbal. A outra rota que atravessava a Itália central se encontrava na foz do rio Arno. Este itinerário passava por um grande pântano que estava submerso mais que o habitual naquele período do ano. Embora Aníbal soubesse que esse caminho era o mais complicado, também sabia que era a rota mais segura e mais rápida até o centro da Itália. Como o historiador Políbio indica, os homens de Aníbal marcharam quatro dias e três noites sobre "uma rota que que estava debaixo d'água" e sofreram uma terrível fadiga causada principalmente pela falta de sono.
Supostamente intransponíveis, o general atravessou os Apeninos e o Arno sem oposição. Todavia, nos pântanos que havia nas planícies, Aníbal perdera grande parte de suas forças, inclusive seus últimos elefantes. Ao chegar à Etrúria (atual Toscana), Aníbal decidiu atrair o principal exército romano (comandado por Flamínio) para uma batalha campal, devastando os territórios que o cônsul deveria proteger. Políbio escreveu:
| “ | Ele (Aníbal) calculou que se cercasse o campo e invadisse o território além, Flamínio (em parte por medo de críticas populares e em parte por causa de sua própria irritação) seria incapaz de suportar passivamente a devastação do país, e iria segui-lo espontaneamente... oferecendo assim a oportunidade de atacá-lo. | ” |

Ao mesmo tempo, Aníbal tentava romper os laços de Roma com seus aliados, mostrando-lhes que Flamínio era incapaz de protegê-los. Apesar disso, Flamínio permaceu em Arezzo sem mover um dedo. Incapaz de arrastar Flamínio para a batalha, Aníbal decidiu marchar com força contra o flanco esquerdo de seu adversário, bloqueando sua retirada para Roma. Essa manobra é reconhecida como o primeiro movimento circundante da história.
Aníbal empreendeu posteriormente a perseguição de Flamínio, pelas colinas da Etrúria. Em 21 de junho, surpreendeu-o em um desfiladeiro nas margens do lago Trasimeno. Na batalha que se seguiu, Aníbal destruiu completamente sue exército entre a colinas e a orla do lago 15 000 romanos morreram e 10 000 mais forem feitos prisioneiros. Um grupo de 5 000 que conseguiu abrir passagem entre as linhas cartaginesas foi finalmente cercado em uma colina vizinha pela cavalaria púnica comandada por Maárbal e aceitou se render em troca de sua liberdade. Aníbal não reconheceu a autoridade de seu subordinado para tomar tal decisão e também deixou como prisioneiros esses últimos rendidos.

### Batalha dos Pântanos de Plestia

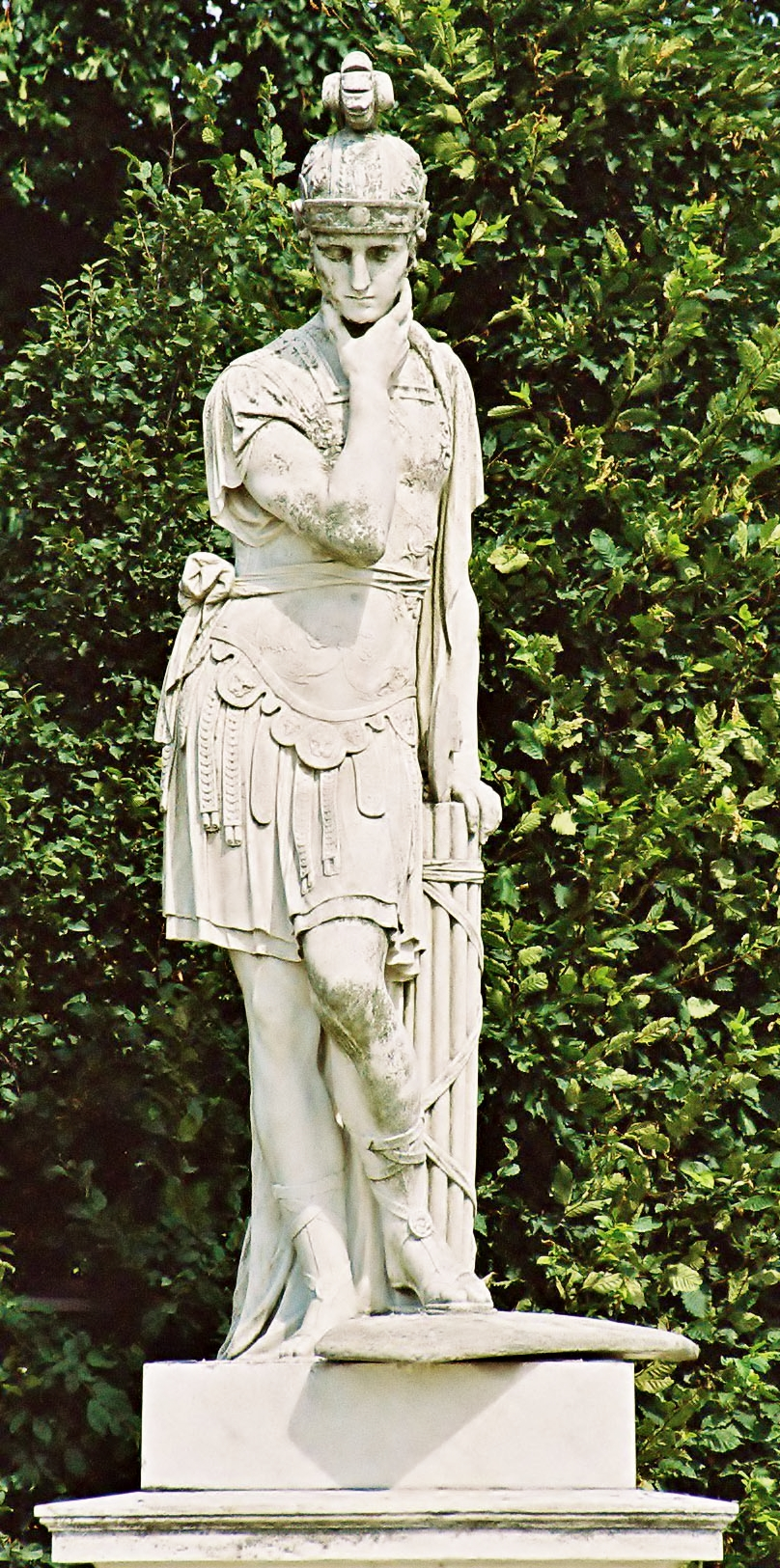
Estátua de Fábio Máximo, ditador romano durante a Segunda Guerra Púnica

Dois dias depois, prosseguiu seu caminho para o leste cruzando a Úmbria. Junto à zona pantanosa de Plestia, havia um contingente romano de 8 mil homens vindos de Roma, conforme registrou Apiano, enviados pelo pretor Caio Centênio. Aníbal ordenou que sua cavalaria, sob comando de Maárbal, contornasse a posição de bloqueio que ocupavam as tropas romanas e as atacou frontalmente com sua infantaria e com a cavalaria pelas costas, eliminando essa essa força terrestre que impedia seu avanço a Roma e matando seu comandante. Políbio e Lívio alegaram que esta força romana estava composta somente por 4 000 cavaleiros e na verdade era a cavalaria do exército consular de Servílio Gêmino que, ignorante sobre o desfecho em Trasimeno, ordenara que avançassem para auxiliar Flamínio. Este número de 4 000 não coincide com a cavalaria de um exército consular. Por isso, a hipótese de que fosse um contingente enviado a partir de Roma (como em 207 a.C. foram enviadas duas legiões urbanas para bloquear a passagem do rio Nar nos arredores de Narni quando Asdrúbal Barca cercara a costa adriática), parece verossímil.

Após este embate, Aníbal marchou contra Espoleto, tendo seu objetivo rechaçado ao lado de uma das portas da cidade, que atualmente mantém o nome de "Porta Fuga", em memória a estes feitos, e sua torre adjacente "Torre Oleum", por presumivelmente a partir dela terem atirado óleo fervente nos atacantes. Continuou então até Narnia onde a ponte sobre o rio Nar estava bloqueada, e depois de devastar a região, dirigiu-se para Piceno atravessando a Úmbria. Apesar de sua vitória, Aníbal estava ciente de que sem armas de cerco não poderia tomar a capital e tendo bloqueada a ponte para cruzar o rio Nar e presumivelmente o resto dos canais que encontrasse até Roma, era preferível explorar sua vitória movendo-se para a costa adriática da Itália, devastando territórios e campos e incentivando uma rebelião geral contra o poder da cidade eterna. Não em vão, depois de Trasimeno, Aníbal anunciou aos seus prisioneiros itálicos:
| “ | Não vim lutar contra os italianos, mas lutar contra Roma em nome dos italianos. | ” |

Depois destas duas derrotas em Trasimeno e Plestia, os romanos decidiram nomear Fábio Máximo como ditador. Ignorando a tradição militar romana, Fábio optou por utilizar uma nova estratégia, que passaria a ser conhecida como a Estratégia Fabiana, que consistia em evitar uma batalha frontal contra seu adversário enquanto distribuía vários exércitos ao seu redor a fim de cercar seus atacantes e limitar seus movimentos.

### Batalha do Campo Falerno
Depois de atravessar os territórios picentinos, marrucinos e frentanos, o exército cartaginês chegou ao norte de Apúlia, devastando tudo em seu caminho. Nesta última área chegou o exército romano sob comando de Fábio após ser reconstruído com os efetivos do exército do cônsul de Servílio Gêmino e com os recém alistados para substituir os homens perdidos em Trasimeno. Sem conseguir que Fábio caísse em provocações, Aníbal atravessou o Sâmnio, tomando Telésia e chegando à Campânia, uma das regiões mais ricas e férteis da Itália, com a esperança de que a devastação do território pudesse pressionar o ditador a entrar em batalha. Fábio, contudo, decidiu continuar seguindo Aníbal mas sem entrar em combate com o cartaginês. Apesar de seu êxito, a estratégia fabiana era muito impopular entre os romanos, que a consideravam covarde. Aníbal entrou no distrito de Campo Falerno (Ager Falernus), situado entre Cales, entre Tarracina e o rio Volturno. Ali começou sua devastação, mas Fábio conseguiu impedi-lo bloqueando todas as saídas da região. Com o objetivo de responder ao movimento de Fábio, Aníbal enganou os romanos com um estratagema que consistia em colocar tochas queimando nos chifres dos bois e jogando-as no meio da noite em um tumulto sobre a área em que ele pretendia que os romanos acreditassem que ele estava tentando quebrar o cerco. Os romanos avançaram para reforçar aquele ponto enquanto Aníbal escapava por um dos passos que os romanos abandonaram para atacar o engodo. Aníbal e seu exército atravessaram o desfiladeiro sem oposição. Estes acontecimentos constituem a chamada Batalha do Campo Falerno. De lá se dirigiu para o norte da Apúlia atravessando os Apeninos pelo Sâmnio. O contestado ditador decidiu continuar com sua estratégia e o perseguiu. Naquele inverno, Aníbal assentou quartel na região de Larino na zona limítrofe entre o Sâmnio e o norte da Apúlia. A maneira esplêndida com a qual Aníbal deslocou seu exército em situação tão adversa recebeu de Adrian Goldsworthy a fama de "um movimento clássico da história militar antiga que encontra seu lugar em todas as narrativas bélicas que tenha sido utilizada em manuais militares posteriores".

### Batalha de Gerônio
Aníbal tomou a cidade de Gerônio e estabeleceu ali sua base de operações. Fábio acampou com seu exército trinta quilômetros ao sul, na cidade de Larinum, embora tenha sido chamado logo depois de volta a Roma para participar de alguns serviços religiosos.
Na ausência de Fábio, o mestre da cavalaria Marco Minúcio Rufo, assumiu o comando das tropas e decidiu avançar sua posição em direção aos cartagineses. Por sua vez, estes estabeleceram um segundo acampamento avançado próximo ao dos romanos, enquanto mantinham também o acampamento de Gerônio. Em um movimento ousado, Rufo lançou sua cavalaria e infantaria ligeira contras as tropas batedoras púnicas que protegiam aquela área, enquanto usa infantaria pesada cercava o acampamento avançado cartaginês. Dado que a maioria de suas tropas estava em trabalhos de coleta, Aníbal mal podia conter os legionários que estavam perto do acampamento e já estavam chegando às paliçadas. Com as batedores regressando rapidamente ao acampamento cartaginês de Gerônio, Asdrúbal, um subordinado de Aníbal, reuniu um contingente de reforço de 4 000 homens e conseguiu chegar a tempo de acudir Aníbal no acampamento avançado, obrigando os romanos a reagrupar. Dado que deixara seu acampamento em Gerônio sem guarnição, onde estava seu apoio logístico, Aníbal decidiu abandonar o acampamento avançado e retornar a Gerônio. O mestre da cavalaria conseguira infligir numerosas baixas aos batedores cartagineses, obrigando-os a abandonar um de seus acampamentos. Este feito teve grande repercussão em Roma. O senado romano, impaciente com Fábio Máximo, cujo prestígio sofrera um duro golpe após a manobra de Aníbal em Campo Falerno, promulgou uma lei que equiparava o posto de Minucio Rufo ao de Cunctator, coexistindo assim dois ditadores pela primeira vez na história romana. Como resultado dessa lei, o exército romano foi dividido em dois, um sob comando de Fábio e outro sob comando de Rufo.
Sabendo disso, Aníbal preparou uma armadilha para Rufo em frente à cidade de Gerônio. Segundo registrou Plutarco, "o terreno em frente à cidade era plano, contudo, possuía alguns canais e cavernas", que preencheu na noite anterior com 5 000 soldados e cavaleiros. Na manhã seguinte, enviou um grupo de batedores ao acampamento de Rufo que imediatamente atacou com tropas ligeiras. Aníbal mandou apoio aos batedores e então despachou a cavalaria, a qual Rufo precisou contra atacar com a sua própria. Quando a cavalaria romana foi derrotada, Rufo posicionou todas as suas legiões em ordem de combate e desceu ao vale. O general púnico esperou que ele cruzasse o vale e então deu a ordem para suas tropas emboscadas, que atacaram os flancos e a retaguarda do exército romano. As forças de Rufo bateram em retirada, perseguidos por cavaleiros númidas, e foi quase totalmente aniquilado não fosse a intervenção de Fábio Máximo que aparecera com seu exército e colocou os púnicos em retirada. Após a Batalha de Gerônio, Rufo renunciou de seu cargo e colocou suas legiões sob o comando do "escudo de Roma". Findos os seis meses da ditadura de Fábio, o exército romano passou novamente às mãos do cônsul Servílio Gêmino e do cônsul de fato Marco Atílio Régulo, nomeado para a posição do falecido Flamínio. Estes prosseguiram com a estratégia fabiana nos poucos meses que restavam de seus mandatos e já na qualidade de pró-cônsules durante os primeiros meses do consulado de 216 a.C.. Os novos cônsules eleitos pelos cidadãos romanos, Lúcio Emílio Paulo e Caio Terêncio Varrão, recrutavam tropas e despachavam assuntos em Roma.

### Batalha de Canas

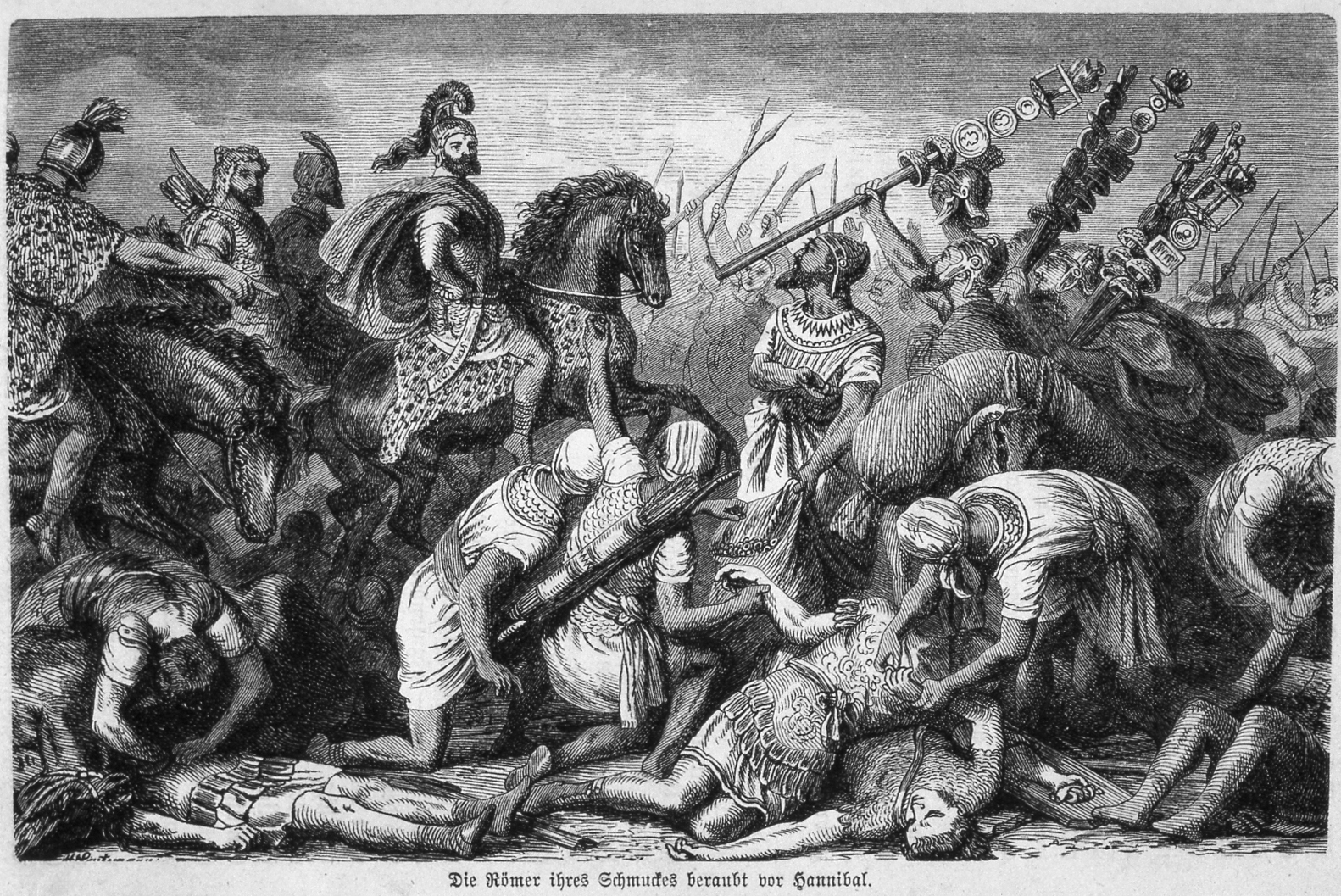
Aníbal Barca na Batalha de Canas (Heinrich Leutemann (1824-1905)

Aníbal, que não tinha intenção de atacar Roma em m primeiro momento, pretendia saquear os territórios de Apúlia. Na primavera de 216 a.C., o general empreendeu um ataque ao importante depósito de suprimentos de Canas. Com esta iniciativa, ficaria entre os exércitos romanos e suas principais fontes de alimentos. Confiantes na vitória, os novos cônsules aumentaram o exército até um total de aproximadamente 100 000 homens, o maior de sua história. Os cônsules renunciaram assim à lenta mas eficaz tática de evitar o conflito, optando por um ataque frontal.
A batalha, considerada a principal obra tática de Aníbal, foi finalmente travada em 2 de agosto de a.C., na margem esquerda do rio Ofanto (sul da Itália). Desde que assumiram o comando, os dois cônsules decidiram alternar diariamente o comando do exército. Varrão, comandante das forças naquele dia, estava determinado a derrotar Aníbal. Liderando 50 000 homens, o general cartaginês aproveitou-se do ímpeto do romano e levou-o a uma armadilha na qual aniquilou seu exército. Aníbal envolveu-os, reduzindo a área do campo de batalha e eliminando assim sua vantagem numérica. Sua infantaria hispânica e gaulesa foram dispostas em um semicírculo convexo, com a infantaria africana nos flancos. Ao lado do rio Ofanto, distribuiu 6 000 cavaleiros hispano-gauleses no flanco esquerdo sob o comando de Asdrúbal e cerca de 4 000 cavaleiros númidas comandados por Maárbal no flanco direito. Na ala direita romana foram colocados os 2 000 cavaleiros da cavalaria romana sob o comando de Emilio Paulo e à esquerda os 4 500 sob o comando de Varrão. O combate começou com a derrota ao lado do rio da cavalaria romana de Emilio Paulo. Enquanto isso, as legiões romanas, que se estendiam por cerca de um quilômetro e meio, avançaram contra o exército púnico, que foi recuando de uma forma controlada, alterando a sua forma convexa para uma forma côncava em "U", aprisionando as legiões. A cavalaria de Asdrúbal (que não deve ser confundido com Asdrúbal Barca) depois de eliminar os seus adversários romanos no flanco esquerdo, contornou as tropas romanas e atacou a cavalaria de Varrão, que até então permanecia em um combate equilibrado contra a cavalaria numída. Esta manobra pôs em fuga a cavalaria itálica que foi imediatamente perseguida pelos númidas, deixando assim a infantaria romana desguarnecida. Também aproveitando uma ventania com poeira que eclodiu contra a frente romana, que os impedia de ver a situação naquele tempo, Aníbal ordenou suas alas de infantaria africana que virassem 90º para cercar os flancos romanos. Por trás, a pesada cavalaria hispânica-gaulesa completou o cerco. O exército romano foi cercado, começando então um massacre dos legionários, o que significaria sua aniquilação quase total.

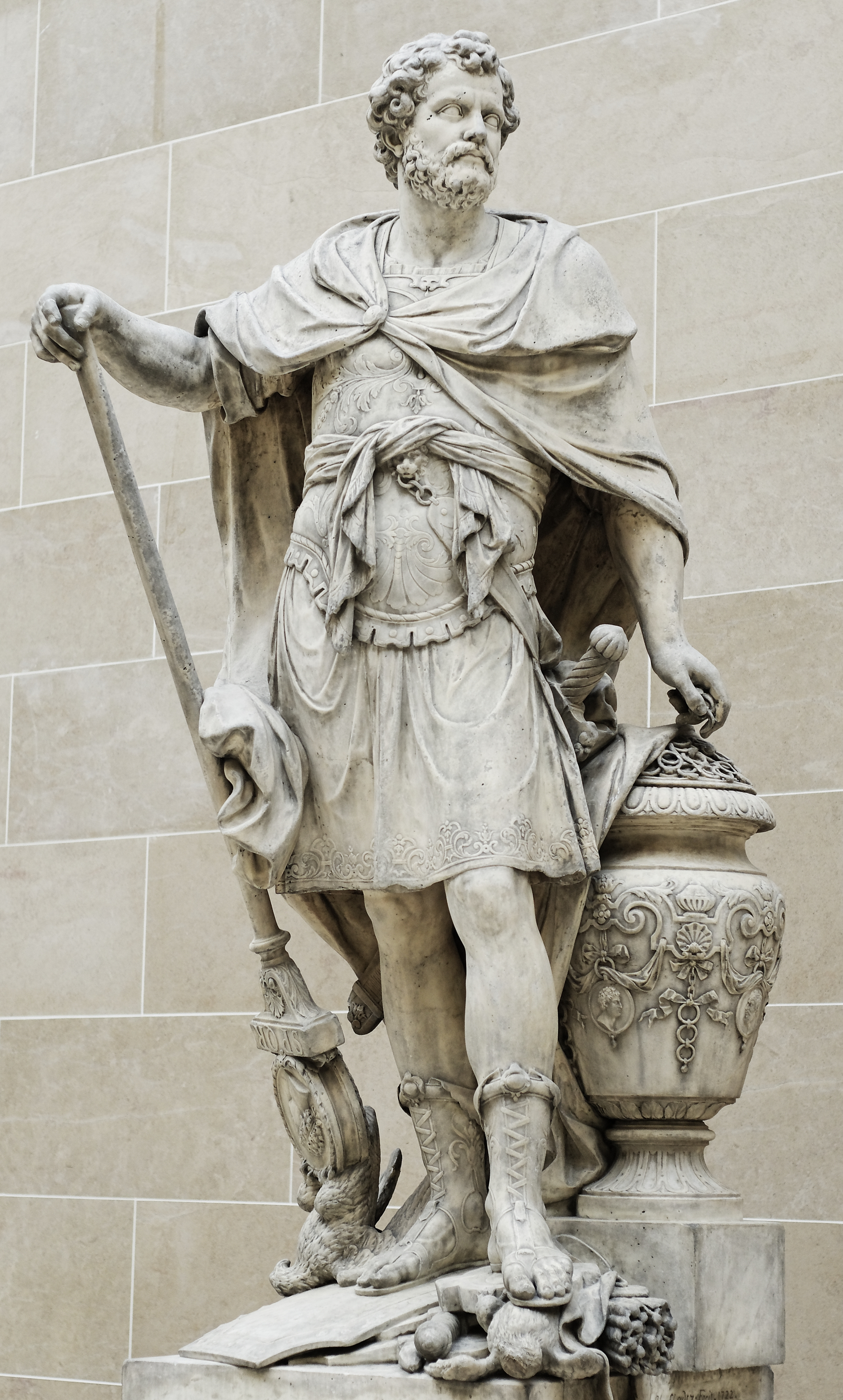
Aníbal contando os anéis dos cavaleiros romanos tombados na Batalha de Canas (216 a.C.) Mármore de 1704 esculpido por Sébastien Slodtz, exposto atualmente no Museu do Louvre.

Quando a batalha terminou, Aníbal recuperou os anéis dos cadáveres dos equites romanos que morreram em combate. Com eles, ele foi capaz de fornecer ao governo de Cartago as provas irrefutáveis de sua vitória em Canas.

Destruição do exército romano em Canas no ano de 215 a.C. (Academia militar de West Point)

Graças à sua tática brilhante, Aníbal aniquilou as forças romanas quase completamente, apesar de sua inferioridade numérica. A Batalha de Canas foi considerada a mais desastrosa derrota de Roma até aquela data. As perdas romanas são estimadas entre 25 000 e 70 000 homens. Entre os mortos estavam o cônsul Lúcio Emílio Paulo, dois ex-cônsules, dois questores, 29 a 48 tribunos militares e 80 senadores (25 a 30% do total de seus membros). Além disso, 10 000 soldados romanos foram capturados por Aníbal. A Batalha de Canas foi uma das mais sangrentas da história pela quantidade de mortos em um único dia. O exército cartaginês só teve que lamentar 6 000 baixas.
A vitória de Aníbal é explicada não só pelas táticas usadas durante a batalha, mas também pela capacidade psicológica do cartaginês, que se aproveitou dos erros de seus oponentes. Aníbal provocou os cônsules, que repetidamente caíram em suas armadilhas, como no caso do lago Trasimeno, por seu desejo de alcançar uma vitória antes do final de seu mandato. Para elaborar suas estratégias, Aníbal deveria ter um conhecimento detalhado das instituições romanas e da ambição dos políticos republicanos. Para isso, a ajuda dos espiões púnicos era inestimável, muitas vezes camuflados sob o disfarce de comerciantes simples.[carece de fontes?]
Depois de Canas, os romanos não estavam mais tão determinados a enfrentar diretamente Aníbal, preferindo retornar à estratégia de Fábio Máximo: buscar a derrota do adversário por meio de uma guerra de exaustão baseada em sua vantagem numérica e seu rápido acesso a suprimentos. Não é verdade que, como alguns autores pensam, Aníbal e Roma não se encontraram novamente em uma batalha campal em território italiano até o final da guerra. Havia generais romanos que se atreviam a lutar, com sorte desigual, numa batalha campal contra os cartagineses. Roma se recusou a se render ou negociar um armistício e voltou ao recrutamento de novas tropas para continuar a guerra.
A grande vitória cartaginesa fez com que numerosas cidades do sul da Itália decidissem se juntar à causa de Aníbal. Como escreveu Tito Lívio, "o desastre de Canas foi o mais grave dos que precederam, e fez a fidelidade dos aliados, que até agora tinham permanecidos firmes, começou a vacilar, por nenhuma razão segura, além de que eles perderam a confiança na república". Dois anos depois, as cidades gregas da Sicília se rebelaram contra o controle político romano e o rei da Macedônia, Filipe V, assinou em 215 a.C. uma aliança com Aníbal, provocando a eclosão da Primeira Guerra Macedônica. Além disso, Aníbal forjou uma aliança com o novo rei de Siracusa, Jerônimo.
Tem sido frequentemente alegado que, se Aníbal tivesse recebido o equipamento necessário de Cartago, ele teria liderado um ataque direto a Roma. No entanto, ele se contentou em cercar as fortalezas que resistiam ferozmente a ele e, apesar de tudo, só conseguiu a deserção de alguns territórios italianos como Cápua, a segunda cidade da Itália, que os cartagineses converteram em sua nova base. Das cidades italianas que Aníbal esperava subverter, apenas um pequeno número concordou em fazê-lo. Segundo J. F. Lazenby, o fato de Aníbal não atacar a cidade não se deveu à falta de equipamentos, mas à precariedade de sua capacidade de fornecimento e à instabilidade de sua própria situação política.
As intenções de Aníbal, além de retomar a Sicília, passavam pela destruição de Roma não tanto como uma cidade, mas como uma entidade política, daí a sua recusa em tomar a cidade após a batalha de Canas e a famosa frase atribuída ao seu chefe de cavalaria númida Maárbal:
| “ | (...) Tum Maharbal: non omnia eidem di dedere; vincere scis, Hannibal, victoria uti nescis. Maárbal respondeu: Os deuses não concederam ao mesmo homem todos os seus dons; Você sabe como vencer, Aníbal, mas não sabe como aproveitar a vitória. | ” |

Aníbal usou suas vitórias para tentar atrair sua causa para as cidades submetidas a Roma. Os prisioneiros, por exemplo, foram divididos em dois grupos. Os cidadãos romanos - que foram reduzidos a escravos ou utilizados na troca de prisioneiros - e os cidadãos ou aliados latinos, que foram autorizados a voltar para suas casas.
Muitas cidades no centro e sul da Itália se apressaram para se unir a Cartago. Em 216 a.C., Brúcia, a atual Calábria, mudou de lado, assim como Locros Epizefírios (atual Locros) e Crotona em 215 a.C.. Em 212 a.C. ocorreram as rebeliões de Metaponto no golfo de Tarento, Túrios, perto de Síbaris, e Tarento, na Apúlia. Essas cidades se juntaram aos gauleses da Cisalpina e de Cápua. Latinos, etruscos, picentinos, mársios, sabinos, peligianos, marquinos, frentanos e úmbrios permaneceram fiéis a Roma durante toda a guerra, embora alguns deles permanecessem sob vigilância por alguns períodos.
Deve-se notar que Aníbal tinha a capacidade de propor um sistema de aliança menos vinculante do que o modelo romano, que permitia a diferentes povos manter um conjunto de direitos. O modelo romano tornou-se excessivamente opressivo em questões econômicas e reduziu a participação dos nativos na administração pública.
Ao contrário dos romanos, Aníbal inspirou-se no modelo grego, isto é, no pensamento de uma cidade homogênea que garantia a segurança de seus aliados, a quem concedia uma espécie de liberdade. Buscando a aceitação de seu sistema, Aníbal escreveu um discurso elogiando a liberdade dos gregos. Esta ideia, defendida em seu tempo por Antígono Monoftalmo, devia provir de Filipe V da Macedônia. Graças a isso, o conquistador cartaginês fez com que os romanos fossem vistos como bárbaros para certos gregos da Sicília e sul da Itália (Magna Grécia).
A partir de 215 a.C., os romanos voltaram a usar a estratégia de Fábio Máximo e tentaram evitar confrontar Aníbal em batalha campal. Eles aumentaram sua força por meio de uma política de recrutamento de escravos e jovens com menos de 17 anos de idade. Os romanos entenderam até que ponto era necessário dirigir uma ofensiva no terreno político e ideológico. Sob comando de um senador especializado em letras gregas, Quinto Fábio Pictor, uma história de Roma antipúnica foi escrita. Na obra de Pictor, Aníbal e os cartagineses são descritos como homens indignos de confiança, ímpios e cruéis. Em contraste, os romanos são apresentados como homens fiéis a seus acordos, piedosos e tolerantes. Assim, a definição do "costume dos antepassados", o mos maiorum, que se tornou a norma moral de referência no final da República Romana, foi posta em marcha.

### Delícias de Cápua
Pouco depois da Batalha do Lago Trasimeno em 217 a.C., Aníbal libertou três cavaleiros de Cápua que pouco tempo depois propuseram tomar posse da cidade. Aníbal passou muito tempo tentando ganhar a confiança dos notáveis da cidade, que ele conseguiu obter após o fim da Batalha de Canas. A cidade (hoje conhecida como Santa Maria Capua Vetere) "ofereceu aos soldados cartagineses inúmeros prazeres que amoleceriam suas forças". Contudo, o significado da famosa expressão "Delícias de Cápua"[carece de fontes?] pode não corresponder à realidade. Uma reconstrução detalhada dos eventos narrados por Tito Lívio desde a Batalha de Canas até a queda de Casilino, mostra que não havia tempo hábil para o exército se estabelecer. Nos três meses desde a batalha até o início das operações em Casilino, Aníbal assumiu as cidades do norte da Apúlia, que foram para o seu lado deixando guarnições; atacou com sua cavalaria Canusio; marchou para Compsa (Hirpinos), onde também deixou os homens; dividiu seu exército com um contingente sob o comando de Magão, que foi para o sul; avançou para a Campânia, atacando Neápolis, sem conseguir subverter a cidade para seu lado. De lá, ele foi para Cápua, onde assinou a aliança com seus líderes, consumando assim a mudança de lado da cidade. Depois disso, tornou a abordar Neápolis sem sucesso, marchando em seguida para Nola, onde não conseguiu que mudassem de lado quando Marcelo chegou com tropas. Pela terceira vez, Aníbal voltou a Neápolis, sem conseguir sua deserção. Então, sitiou e tomou a cidade vizinha de Nucéria, de onde retornou a Nola. Sem sucesso, lutou a Primeira Batalha de Nola contra Marcelo recuando na direção de Acerra, a qual foi abandonada por sua população e destruída pelos púnicos. Seguiu então para Casilino, localizado no rio Volturno, onde o exército do ditador Marco Júnio Pera chegara.
Uma vez em Casilino, atacou o acampamento romano à noite e conseguiu que fugissem. Ao removê-los da área, ele foi capaz de iniciar o cerco da cidade. Após vários ataques fracassados, cercou a cidade e iniciou o sítio. A rendição de Casilino coincidiu com a marcha do ditador para Roma para realizar as eleições consulares, algo que costumava acontecer no final de janeiro, o que significa que o sítio durou por volta de dois meses. Neste período, sabe-se que a maior parte do exército cartaginês marchou para passar o inverno no acampamento do monte Tifata. Este acampamento era localizado a cerca de três quilômetros da cidade de Cápua.
É muito difícil que a pequena margem de tempo que ele teve para descansar (não muito mais do que duas semanas) fizesse com que seu exército se estabelecesse pelo menos até a queda de Casilino. Depois disto, Aníbal em pessoa foi a Brúcio juntar-se ao exército sob comando de Hanão, para iniciar o cerco da cidade de Petélia. A seguinte menção de operações militares do exército de Aníbal ocorreu já durante 215 a.C. quando deixa Cápua para a cidade vizinha de Cumas em perseguição do exército do cônsul Tibério Semprônio Graco. Este último iniciou suas operações quando ele chegou de Roma em Sinuessa com 25 000 soldados aliados, juntando-se ao exército de 25 000 homens de Júnio Pera.
Essa união permitiu formar dois exércitos consulares, um para o próprio Graco e um para o cônsul de fato Fábio Máximo. É importante notar que Fábio estacionou seus homens em Cales, enquanto o exército de Graco permaneceu em Sinuessa, um bloqueando a Via Ápia e outro a Via Latina. Essas vias eram uma possível rota de Aníbal para o Lácio pelo agora conhecido Campo Falerno (Ager Falernus), já que Casilino estava em mãos cartaginesas e tinha, portanto, assegurado um ponto de passagem do rio Volturno para uma uma eventual retirada à Campânia. A sequência de eventos da posse dos novos cônsules nos idos de março (com a participação do cônsul eleito Marcelo no rodízio de tropas que levou os veteranos de Canas, na Sicília), a chegada das tropas aliadas a Roma, o tempo de viagem de Graco de Roma para Sinuessa (onde o exército de Júnio Pera passou o inverno), a travessia do rio Volturno ao longo da costa para entrar na Campânia e a operação contra os campânios em Hamas, dificilmente faria Aníbal ter estado em Cumas antes do final de abril. Isso pressupõe que ele permaneceu nas vizinhanças de Cápua desde a queda de Casilino no final de janeiro até essa época. Cerca de três meses inativos, dos quais o primeiro mês e meio corresponde ao final do inverno. E é provavelmente a esse período, em alguns momentos-chave da guerra, o que os romanos chamavam de "as delícias de Cápua". Mas também é verdade que os dois exércitos romanos já presentes na área, de Júnio Pera e Marcelo, não eram operações conhecidas naquele momento, então a parada não pode ser vista como algo excepcional. Estas "delícias de Cápua" parecem uma tentativa de propaganda romana para desacreditar tanto Aníbal quanto a cidade traidora de Cápua, cidade que com essa ideia parecia um ninho de frivolidade e perversão, de modo que a deserção para Roma significasse algo vil e a lealdade a Roma como sinônimo de virtude.

### Batalha de Cumas
Em 215 a.C., um exército aliado de Aníbal foi surpreendido em seu acampamento em Hamas (Campânia). O ataque noturno do exército consular de Tibério Graco causou pesadas baixas. Aquartelado no monte Tifata, Aníbal saiu em perseguição aos romanos que haviam se refugiado na cidade costeira vizinha de Cumas. Devido à falta de equipamentos para o cerco, ordenou aos comandados que fossem a Cápua trazer os recursos necessários. Quando os recebeu, armou uma torre de assalto com a intenção de atacar e tomar a cidade. Por sua vez, os romanos iniciaram a construção de uma torre sobre os muros para auxiliar na defesa contra a ameaça púnica. Quando da aproximação às muralhas da cidade, os defensores conseguiram incendiar a torre cartaginesa. Durante a fuga de seus ocupantes, fizeram uma escapada, causando baixas aos púnicos. No dia seguinte, Aníbal organizou seus homens para tentar confrontar o exército consular, mas Graco permaneceu dentro das muralhas da cidade. Por fim, o general cartaginês abandonou o cerco retornando ao seu acampamento no monte Tifata.
O tratado assinado em 215 a.C. por Aníbal e pelo rei Filipe V da Macedônia foi descoberto pelos romanos ao capturar nas águas do mar Adriático um dos embaixadores destinados a formalizá-lo. Isto forçaria uma nova frente de batalha para o combalido exército romano. Roma enviou a Salentino uma frota de 25 navios e uma legião para fortificar a posição, em antecipação ao que poderia acontecer.

### 2ª Batalha de Nola
As forças cartaginesas na Itália receberam de Cartago o envio de 4 000 cavaleiros e 40 elefantes, trazidos por Bomílcar. Pouco depois, Aníbal recebeu reclamações dos aliados samnitas e hirpinos de que Marco Cláudio Marcelo, operando a partir de Nola, fazia saques constantes em seus territórios. Os aliados pediam ajuda em sua defesa. Esses acontecimentos fizeram com que ele tentasse novamente capturar Nola, defendida alguns meses antes, pelo agora procônsul Marcelo. Para tanto, ordenou que seu subordinado Hanão trouxesse de Brúcio os elefantes recém-chegados. Com suas tropas nas proximidades da cidade, ocorreu um primeiro embate, interrompido pela chuva. No terceiro dia da sua chegada e aproveitando que boa parte das tropas cartaginesas estavam patrulhando, Marcelo comandou seus homens para a batalha contra o acampamento púnico. Aníbal ordenou aos homens disponíveis que entrassem na batalha e convocou os que estavam ausentes. Ambos os exércitos se chocaram na 2º Batalha de Nola, que resultou novamente em pesadas baixas ao exército cartaginês. Forçado a recuar para seu acampamento, perdeu vários homens e elefantes. No dia seguinte, um grupo de cavaleiros númidas e hispânicos da cavalaria cartaginesa desertou. Aníbal acabou por deixar a área e foi para a Apúlia.
Durante o verão, os púnicos enviaram uma expedição para a ilha da Sardenha para apoiar a rebelião que tribos locais haviam iniciado contra os romanos, mas antes de desembarcar, graças à chegada de reforços de Roma, são derrotados em duas batalhas consecutivas em Cagliari e Corno.

### 3ª Batalha de Nola
Na campanha de 214 a.C., o general cartaginês saqueou o campo perto de Cumas e atacou sem sucesso a cidade portuária de Pozzuoli, também na Campânia. Depois disso, tentou novamente tomar Nola e lutou contra Marcelo a 3ª Batalha de Nola, novamente rechaçado para seu acampamento. No dia seguinte, recusou-se a enfrentar os romanos ao lado da cidade. Após este fracasso, decidiu mudar a área de operações e foi para o Salentino. Ambos os cônsules aproveitaram que Aníbal não estava mais na Campânia e conseguiram recuperar Casilino.

### Guerra na Sicília
Paralelamente, os cartagineses voltaram sua atenção para a Sicília, uma ilha que era um objetivo prioritário desde sua derrota na primeira guerra púnica. O jovem tirano de Siracusa, Jerônimo, recém promovido ao poder após a morte do rei Hierão II, abandonou a aliança romana em 214 a.C..
Em meados daquele ano, Jerônimo e vários de seus parentes foram assassinados após a agitação política das sucessões. Então, tomaram o poder dois agentes cartagineses, Hipócrates e Epícides. O reino de Siracusa se aliou abertamente a Cartago, obrigando Roma a desviar recursos do combate principal na península Itálica.
Os romanos, sob comando do cônsul Marco Claudio Marcelo, transferiram um exército consular da Campânia para a ilha a fim de enfrentar a situação. Juntaram-se ao o exército exilado de Canas, já presente na ilha desde a primavera de 215 a.C. Marcelo iniciou o cerco de Siracusa depois de falhar em sua tentativa tomá-la de assalto.
Por sua vez, os cartagineses enviaram tropas para a ilha sob o comando de Himilcão Fameas, desembarcando 20 mil homens de infantaria, 3 mil cavaleiros e 12 elefantes. As cidades de Eraclea Minoa e Agrigento, localizadas ao lado da área de desembargue púnico, aceitaram a aliança com os cartagineses que com seu exército foram a Siracusa para tentar, sem sucesso, libertá-la do cerco.

### Operações na Ilíria
Em meados desse mesmo ano de 214 a.C., Filipe V iniciou suas operações contra a Ilíria, ocupando o povoado de Orico, onde deixou uma guarnição. Depois disso ele investiu contra a Apolônia, onde montou seu acampamento e começou o cerco da cidade. Os romanos mandaram para lá o pretor Marco Valério Levino com a frota e a legião que ele tinha no Salentino para contratacar. Uma vez desembarcados, conseguiram reconquistar Orico rapidamente, indo ajudar a sitiada Apolônia onde conseguiram entrar sem serem detectados. Depois de um surpreendente ataque noturno, na Batalha de Apolônia, eles tomaram o acampamento inimigo destruindo o maquinário de cerco, e forçaram os macedônios a se retirarem para seu território, deixando sua frota de birremes à beira do rio.

### Campanha do ano 213 a.C.
Em 213 a.C., são nomeados os cônsules Tibério Semprônio Graco e Quinto Fábio, filho de Fabio Máximo. Este assumiu o controle do exército consular que seu pai tinha no ano anterior e foi para a cidade de Arpos, na Apúlia. Aproveitando-se de uma noite chuvosa, as tropas romanas conseguiram escalar as muralhas e penetrar na cidade, onde resistiram a um grande grupo de habitantes e a uma forte guarnição cartaginesa. Os defensores arpinos e um grupo de hispânicos desertaram do contingente púnico. Foi acordado permitir a evacuação da guarnição cartaginesa para a cidade vizinha de Salápia, onde eles se juntaram novamente ao exército de Aníbal.
Na Gália, o novo pretor Públio Semprônio Tuditano, conseguiu tomar a cidade de Atrino. O general cartaginês concentrou suas operações de verão na região de Salentino, conseguindo conquistar boa parte desse território. Em Lucânia, o cônsul Graco conseguiu tomar algumas cidades pequenas, tendo alguns combates menores. Enquanto isso, em Brúcio, as cidades de Cosença e Túrios sob comando púnico, voltaram-se para o lado romano novamente para evitar o saque do exército de Graco vindo da Lucânia. Em um desses saques, o comandado de Aníbal, Hanão, surpreendeu o ataque itálico do exército de Graco, matando ou capturando cerca de 15 000 homens, incluindo o aprisionamento do magistrado que comandava aquelas tropas, Tito Pompônio.
Na Sicília, algumas localidades como Murgância passaram ao lado cartaginês, o que instigou os romanos a massacrassem a população de Ena como alerta para evitar novas deserções. Em Roma, havia reféns das cidades de Taranto e Túrios sob um regime de liberdade condicional. Estes tentaram escapar da cidade sendo capturados antes que conseguissem chegar à Campânia. Após seu retorno a Roma foram executados, o que causou um sentimento anti-romano em suas respectivas cidades. Isto fez que um casal nobre tarantino oferecesse a Aníbal uma traição para mudar de lado a cidade. Já era o final da campanha desse ano e o general cartaginês ajudado pelo ataque realizado pelos traidores contra as sentinelas de dois portões da cidade, conseguiu tomar Taranto em um ataque noturno (com exceção de sua cidadela) na 1ª Batalha de Taranto.

### Campanha de 212 a.C.

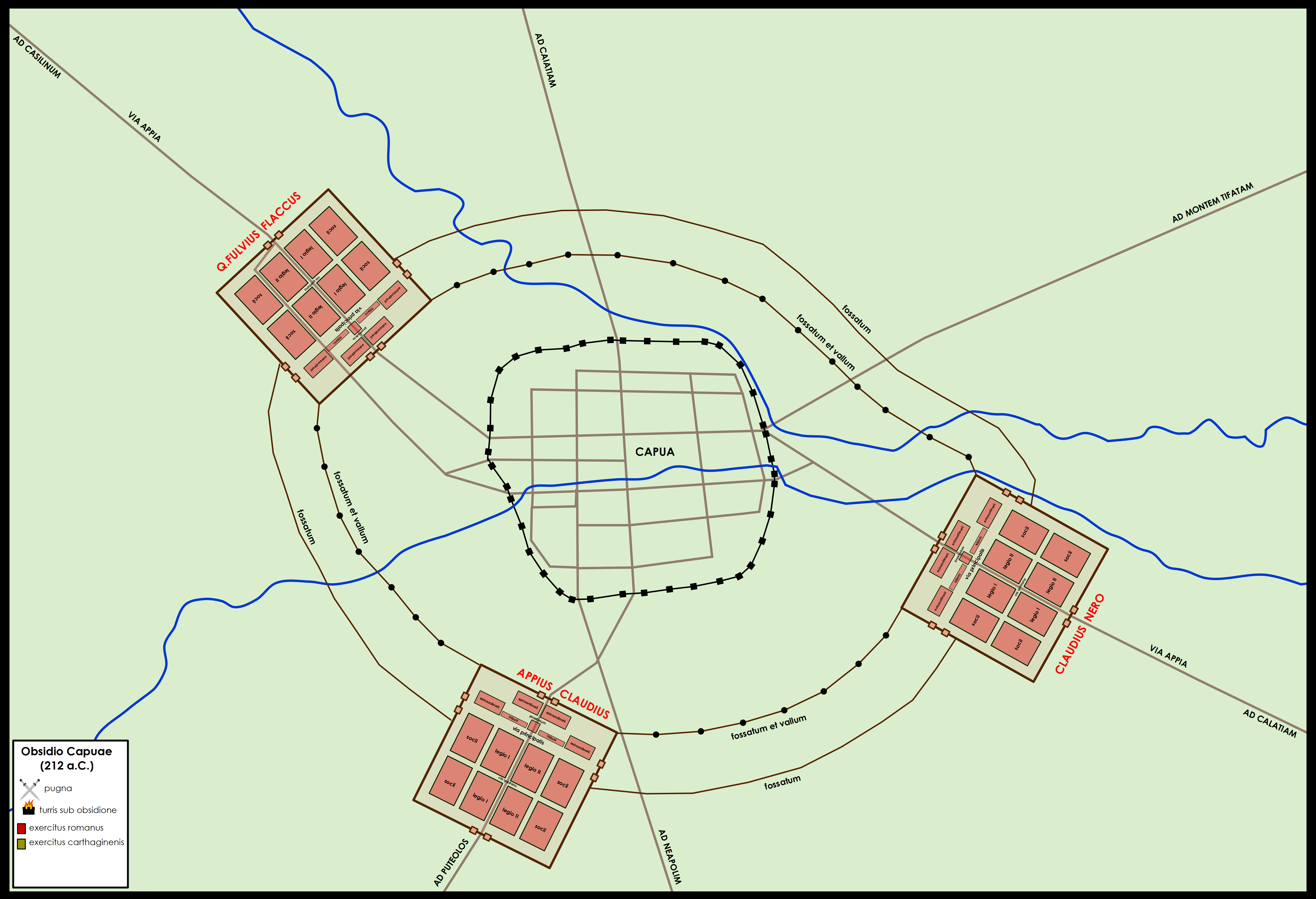
Disposição das forças na Primeira Batalha de Cápua

Durante 212 a.C. os cartagineses iniciaram suas operações na Lucânia, onde, após a rebelião de diversas populações em seu favor, eles conseguiram emboscar a comitiva do procônsul romano Tibério Semprônio Graco, matando-o. Enquanto isso, os cônsules romanos Ápio Cláudio Pulcro e Quinto Fúlvio Flaco capturaram um acampamento púnico próximo a Benevento. Depois disso, fizeram uma primeira tentativa de cercar a cidade rebelde de Cápua, sendo frustrada pela chegada de Aníbal na 1ª Batalha de Cápua.
A morte de Graco causou a deserção de parte de soldados escravos libertos em seu exército, forçando o cônsul Ápio Cláudio a guarnecer a área para manter a presença romana. Lá ele foi rendido do posto por Marco Centênio Pênula que com novos reforços comandou o exército romano nessa área, enquanto o cônsul voltava para a Campânia. Depois do sucesso em Cápua, o general cartaginês transferiu suas operações para a Lucânia, onde ele conseguiu tomar várias cidades ao norte dela, derrotando na Batalha do Silaro o pretor Marco Centênio Pênula e destruindo seu exército. Aníbal prosseguiu com a ofensiva para o norte de Apúlia, onde surpreendeu e destruiu o exército do pretor Fúlvio Flaco na 1ª Batalha de Herdônia. Antes do final do ano seu exército marchou para o sul mas fracassou na tomada da cidadela de Taranto e da cidade de Brindisi, em uma tentativa de dominar completamente Salentino. Esta região era fundamental para facilitar a chegada de um exército macedônio da Ilíria.
No final do ano, e enquanto o exército púnico estava ocupado em operações anteriores, com a ajuda do pretor em Suessula Caio Cláudio Nero, os dois cônsules romanos finalmente conseguiram completar o sítio de Cápua, iniciando um longo cerco. Isto coincide com a queda de Siracusa, na Sicília, após dois anos de cerco. Marcelo conseguiu tomar de assalto uma parte da cidade, conseguindo completar a tomada graças a uma traição.
Nessa época, aproveitando que os cartagineses enviaram parte de seu contingente na Hispânia para lutar na África do Norte contra o rei númida Sífax, os romanos tentaram contra atacar na Península Ibérica comandados por Públio Cornélio Cipião e seu irmão Cneu Cornélio Cipião Calvo (procônsules do exército romano na Hispânia no período 217 a 211 a.C.). Eles haviam conseguido conquistar o oriente peninsular tomando Sagunto em 212 a.C.. Suas tropas operavam na Oretânia quando da volta da África de Asdrúbal Barca. Os dois procônsules foram mortos em duas batalhas consecutivas ocorridas em Cástulo e Ilorcos no início do ano 211 a.C.. Isto marcou a retirada romana do rio Ebro e reforçou a possibilidade de que Asdrúbal, irmão de Aníbal, pudesse realizar outra expedição para a Itália. Tal fato obrigou Roma a enviar urgentemente reforços à Hispânia para tentar evitar esta possibilidade.

### Campanha de 211 a.C. (Hannibal ad portas)

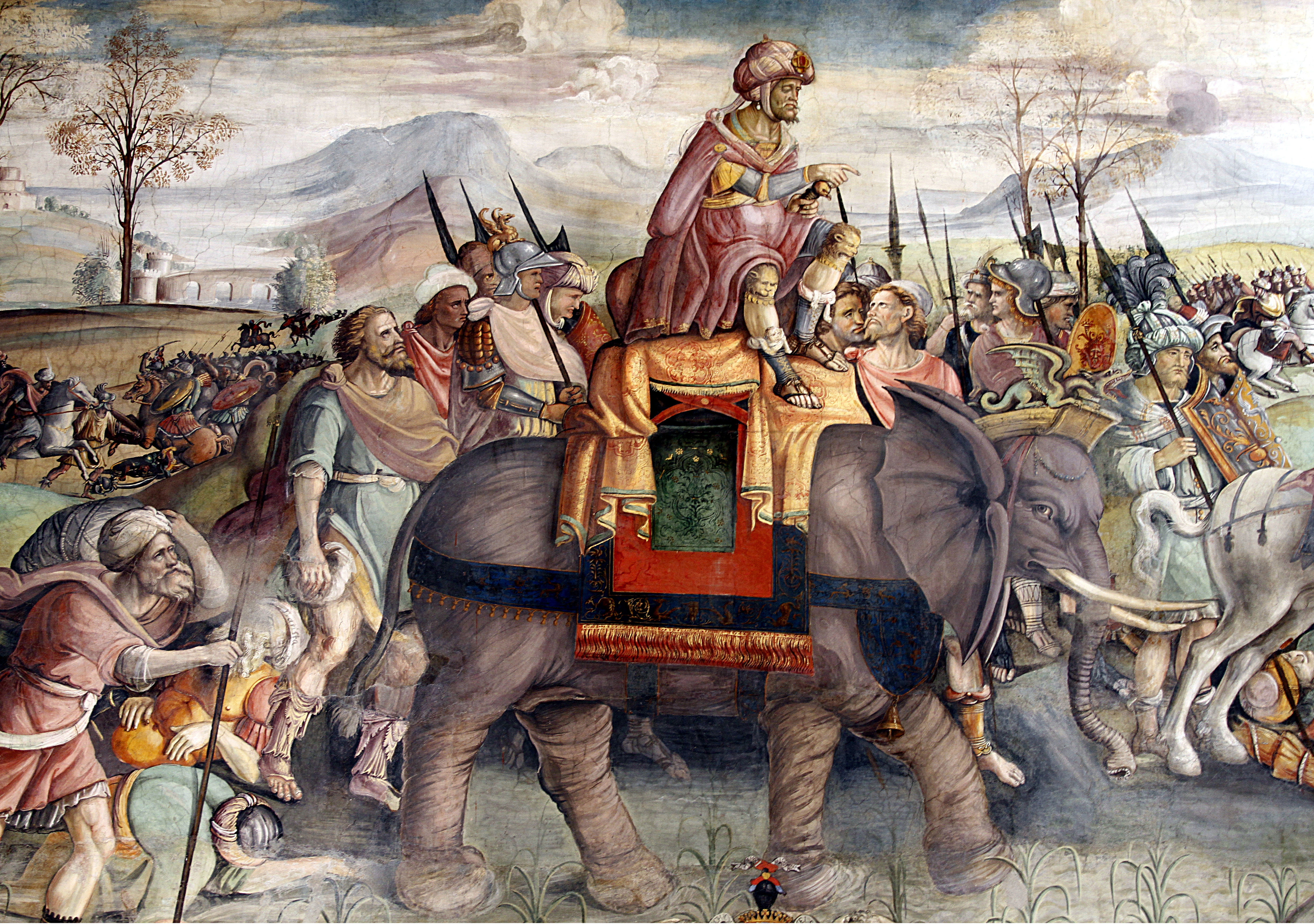
Aníbal cruzando os Alpes; detalhe de um afresco c. 1510, Museus Capitolinos, Roma

A campanha de 211 a.C. contava com um cenário favorável aos púnicos: a Lucânia quase inteiramente sob seu domínio; quase todo o território da Hispânia ao sul do Ebro dominado, tendo os poucos sobreviventes romanos daquela área isolados; posse da cidade de Tarento (exceto por sua cidadela); as cidade gregas da Magna Grécia aliadas aos cartagineses; e o reino de Siracusa sob domínio romano. Após a eleição de novos cônsules de Roma e a extensão de seu comando como pro-cônsules no comando dos exércitos dos antigos cônsules que sitiavam a capital da Campânia no ano anterior, veio a tentativa fracassada de Aníbal auxiliar Cápua no início da primavera de 211 a.C. na 2ª Batalha de Cápua. Nela, o pro-cônsul romano Ápio Cláudio ficou gravemente ferido. Imediatamente após este combate, Aníbal fez uma incursão com seu exército sobre a própria Roma. Sua intenção era atrair os exércitos romanos que sitiavam Cápua, para ir defender sua capital, Roma. Mas do total que cercava Cápua, Roma somente despachou 15 mil homens sob o comando do pro-cônsul Quinto Fúlvio Flaco, mantendo o cerco de Cápua sob o comando de Ápio Cláudio. No curso da invasão a Roma, Aníbal devastou a zona rural e cidades pelas quais passou, além do Templo do Luco de Ferônia. Uma vez perto de Roma, veio com sua cavalaria para as muralhas da cidade, chegando a ter um embate com a cavalaria romana. A presença do exército cartaginês acampados ao lado do rio Ânio a poucos quilômetros das muralhas, semeou o pânico entre a população, cunhando a famosa frase Aníbal ad portas. A infantaria romana chegou a se formar para a batalha, mas o combate não ocorreu e Aníbal optou pela retirada. Durante seu retorno à Campânia, ele foi perseguido pelo exército romano de apoio que atacou com sucesso durante a travessia do rio Ânio, recuperando alguns dos espólios conseguidos nos ataques. No quinto dia após a partida de Roma, realizou um ataque noturno surpresa ao acampamento de seus perseguidores, sem conseguir conduzi-los à emboscada que planejava. Não tendo conseguido destruir este contingente, desistiu de regressar a Cápua e dirigiu-se para o norte da Apúlia. Esses eventos ocorridos próximos à capital inimiga coincidiram com o envio do primeiro contingente de reforço romano à Hispânia após o desastre dos Cipiões. No verão de 211 a.C. a cidade de Cápua rendeu-se finalmente ao pro-cônsul Quinto Fúlvio Flaco, bem como as cidades próximas de Atella e Calácia. A vitória romana na Campânia lhes permitiu reduzir significativamente as tropas mobilizadas a partir dos três exércitos lá presentes, embora partes deles tenham sido imediatamente enviadas para a Hispânia (meados de 211 a.C.) sob comando do novo pretor Caio Cláudio Nero.
Durante o restante da campanha, Aníbal continuou para o norte da Apúlia que estava protegido por dois exércitos consulares dos dois novos cônsules, Cneu Fúlvio Centúmalo Máximo e Públio Sulpício Galba Máximo. Passou o inverno na Lucânia, após o qual reconquistou a cidade de Tísia, juntamente com Régio-Calábria, que tinham ido para o lado romano.
Enquanto isso na Sicília, chegou um contingente de cavalaria púnica, enviado por Aníbal, cujo comando era um de subordinado de origem númida chamado Mutines. A eficácia deste líder despertou o receio do general cartaginês Hanão, chefe das forças púnicas na ilha, que decidiu deixar os númidas em segundo plano. Marco Cláudio Marcelo tentou forçar um encontro decisivo para destruir os restos das forças inimigas na ilha. O confronto ocorreu perto do rio Himera no centro de Sicília. Graças às disputas internas no acampamento cartaginês, os númidas se retiraram e não participaram do combate. Isso facilitou a destruição do exército cartaginês e de seus aliados em Siracusa, forçando os poucos sobreviventes a se refugiarem no último bastião em Agrigento. Depois disso e sendo verão, Marcelo retornou à Itália chegando como seu substituto o pretor Marco Cornélio Dolabela. Este encontrou um  motim das tropas do exército de Marcelo que desejavam regressar a Itália junto ao seu comandante. Aproveitando-se dessas circunstâncias, Cartago enviou um contingente de 8 mil homens, mantendo assim a guerra viva na Sicília.
Antes dos avanços de Filipe V na Grécia, os romanos decidiram se aliar em 211 a.C. com a Liga Etólia para fazer frente ao rei macedônio. Este tentava aproveitar a situação na Itália para conquistar a Ilíria. Atacada em várias frentes, o jovem rei foi rapidamente neutralizado por Roma e seus aliados gregos. O acordo com a Liga Etólia também permitiu recuperar no início do ano seguinte a legião romana que lá operava.
No final de 211 a.C. ou início de 210 a.C., Cipião Africano chegou à Hispânia com reforços e assumindo como o novo comandante do contingente romano. Ele era filho e sobrinho dos ex-procônsules que morreram no início de 211 a.C.. Com ele, chegou também o pretor Marco Júnio Silano, que rendeu Nero em seu posto.
Aníbal teve no início da campanha de 211 a.C. algumas circunstâncias claramente favoráveis. Na Hispânia, o exército romano quase fora aniquilado e os pro-cônsules que o comandavam foram mortos. No ano anterior (212 a.C.), conseguira assumir o controle de quase toda a Magna Grécia com a captura de Túrios, Metaponto e Heracleia e muito da Lucânia, destruindo dois exércitos romanos completo. Roma foi economicamente afogada e teve sérias dificuldades de recrutamento após seus últimos contratempos, que atrasaram o alistamento do ano anterior. Em contraponto, na Sicília as coisas pendiam para o lado romano com a queda de Siracusa. Cápua fora cercada enquanto tentava terminar a conquista do Salentino. Seu grande desafio para essa campanha foi romper o cerco da capital da Campânia e fracassou tanto em sua tentativa direta, quanto na indireta de se aproximar de Roma. Esses eventos constituem o ponto de virada da guerra e o controle territorial púnico máximo sobre o sul da Itália. A partir deste momento, um lento recuo das forças cartaginesas começou.

### Retiradas cartaginesas e fim da guerra na Sicília
No ano 210 a.C., o cônsul Marcelo completou a reconquista de Sâmnio forçando a traição das cidades de Salápia, Meles e Maroneia no norte da Apúlia, fazendo com que elas retornassem às mãos romanas. Pouco depois, Aníbal demonstrou novamente sua superioridade tática, e infligiu uma severa derrota ao exército proconsular de Cneu Fúlvio Centúmalo em Herdônia (a atual Ordona). Apesar de seu sucesso, sendo a única localidade aliada púnica no norte da Apúlia, Aníbal decidiu por razões estratégicas evacuá-la e destruí-la, transferindo sua população para Metaponto. Antes do final do ano começou a ser seguido pelo exército de Marcelo, enfrentando-o em Numistro (Lucânia) em uma batalha de resultado incerto. Depois disso foi seguido até Apúlia por Marcelo, mantendo pequenos confrontos.
No início de 210 a.C. o novo cônsul Marco Valério Levino chegara à Sicília. Depois de ter rendido o exército de Marcelo e tê-lo substituído por um novo chegado da Gália Cisalpina, Levino finalmente conseguiu tomar Agrigento, terminando assim com as forças púnicas na Sicília. Isto permitiu que um dos dois exércitos romanos presentes na ilha fosse liberado para ser enviado no ano seguinte a Salentino e continuar a luta contra Aníbal. Além disso, Levino recrutou um contingente de mercenários que enviou em 209 a.C. para Régio, no sudoeste da península itálica.
Recém iniciado o ano de 209 a.C., Aníbal lutou contra o exército de Marcelo na Apúlia em duas batalhas consecutivas no entorno de Canúsio. Venceu a primeira e perdeu a segunda, depois foi para Caulônia (Brúcio) para ajudar com sucesso uma cidade aliada cercada pelo contingente mercenário romano vindo da Sicília. Mas ele não pôde impedir em um plano magnificamente planejado com o qual seus inimigos reconquistaram Salentino com a tomada de Manduria e de Tarento em 209 a.C.. Ambas foram recuperadas pelo cônsul Fábio Máximo com o exército consular enviado da Sicília por Levino. O outro cônsul daquele ano, Quinto Fúlvio Flaco conseguiu reconquistar a cidade de Volces e outras cidades no norte da Lucânia (a atual Basilicata). Enquanto isso, na Hispânia, Cipião conquistou Cartago Nova (atual Cartagena, chamada pelos cartagineses Qart Hadasht) em uma ofensiva relâmpago.
Aníbal progressivamente perdia terreno e mal conseguia lidar com as ofensivas simultâneas dos vários exércitos romanos operando no sul da Itália. Conseguiu forçar a retirada do exército consular de Tito Quíncio Capitolino em 208 a.C. do cerco de Locros (Lokroi Epizephyrioi). Em auxílio ao exército de Crispino nesta cidade veio uma força romana proveniente da Sicília e outra do Salentino. Esta última foi interceptada por Aníbal em Petélia, dizimando-a e colocando-a em fuga. A ação mais relevante de Aníbal neste ano foi a emboscada perto Venúsia de um de seus maiores inimigos até agora, o cônsul Marcelo, conquistador de Siracusa, acrescentando o anel de Marcel à sual coleção. Nessa ação também conseguindo ferir gravemente o cônsul Crispino. Anteriormente, ele já havia matado os cônsules Flamínio e Emílio Paulo em Trasimeno e Canas, respectivamente, e os pro-cônsules Servílio Gêmino, Tibério Graco e Cneu Fúlvio Centúmalo. O sucesso do ataque surpresa contra os dois cônsules paralisou as decisões do comando romano e levou-o a tentar uma manobra para recuperar o controle de Salápia aproveitando que possuía o anel consular de Marcelo. Os mensageiros enviados pelo moribundo Crispino alertaram Roma e fizeram a operação fracassar causando baixas no exército de Aníbal.
Enquanto isso, as forças romanas na Hispânia conseguiram entrar na Bética, derrotando o exército comandado por Asdrúbal (irmão de Aníbal) na Batalha de Bécula. No entanto, este acontecimento convenceu Asdrúbal da necessidade de sair o mais rápido possível da Hispânia com as tropas locais, cuja lealdade era cada vez mais duvidosa. Antes do final do ano conseguiu reconstruir as tropas juntando os outros dois exércitos cartagineses na Península Ibérica, de seu irmão Magão Barca e de Asdrúbal Giscão, com quem se encontrou ao longo do rio Tejo. Com seu exército operativo e com recursos abundantes, ele se preparou para começar sua viagem à Itália por terra, imitando o que seu irmão Aníbal fizera onze anos antes. Conseguiu cruzar os Pirenéus vencendo as tropas romanas ao norte do Ebro e depois de recrutar novas tropas na Gália Transalpina esperou até o inverno para cruzar os Alpes com seu exército. Mais uma vez, uma oportunidade se apresentava para Aníbal. Outro exército púnico ao norte da península itálica significaria uma nova frente de guerra para Roma, o que dividiria as tropas, e daria maior liberdade de ação no sul. E se conseguisse juntar forças com seu irmão, seria um incremento importante de efetivos.

### Morte de Asdrúbal e retirada para Brúcio

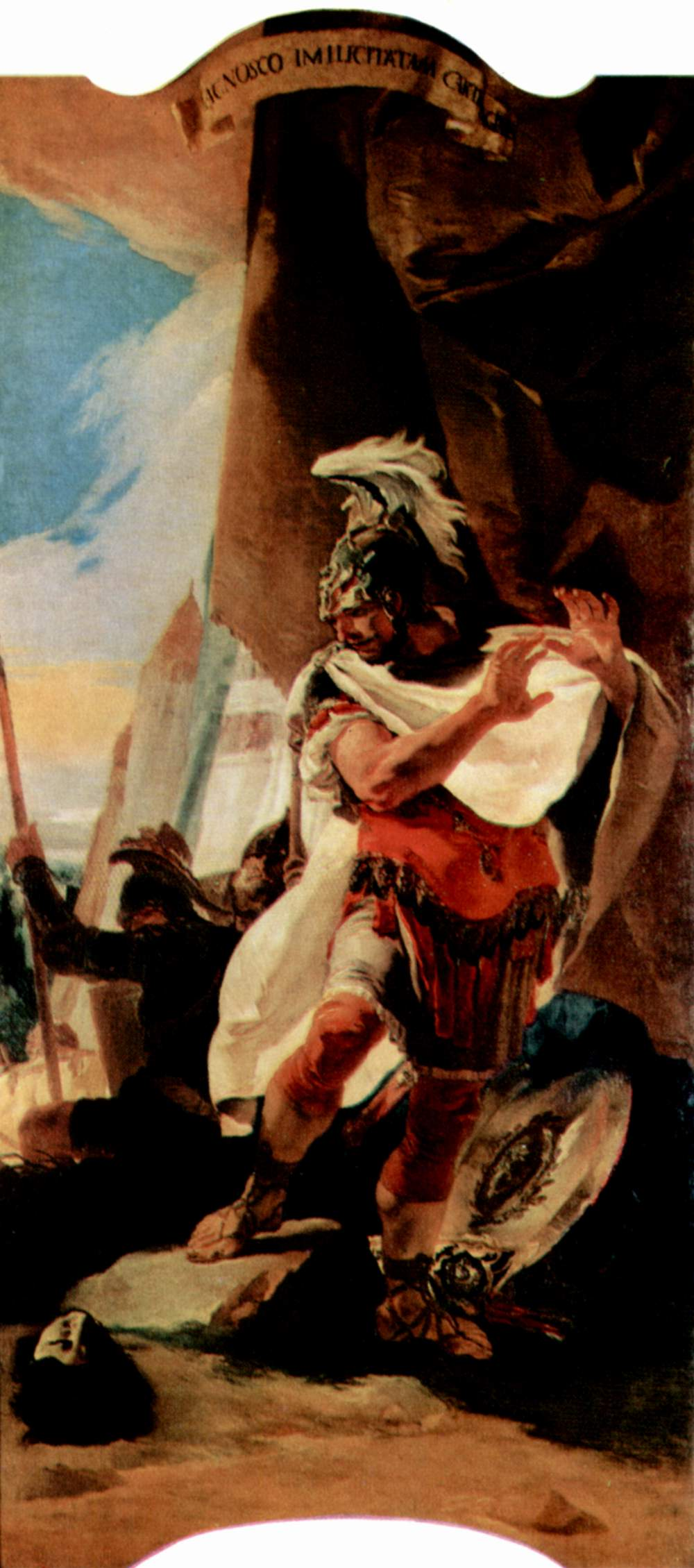
Aníbal olhando a cabeça de Asdrúbal. Esta pintura de Giovanni Battista Tiepolo realizada c de 1725 se encontra exposta no Museu de História da Arte(Viena).

No ano seguinte (207 a.C.), o exército de Aníbal foi castigado em Grumento pelo cônsul recém-eleito Caio Cláudio Nero sendo perseguido até Venúsia (Apúlia). Lá, entraram em confronto novamente e o romano levou vantagem. Depois de receber reforços em Metaponto, Aníbal seguiu novamente para Apúlia, onde esperou a chegada de seu irmão Asdrúbal Barca para marchar contra Roma. Mas, antes de poder unir suas forças com as de Aníbal, Asdrúbal cairia morto em Úmbria, na costa do Metauro em 207 a.C.. O exército de Asdrúbal foi derrotado e aniquilado pela ação conjunta do exército do pretor na Gália, Lúcio Pórcio Licínio, do cônsul Marco Lívio Salinador e de um pequeno reforço comandado pelo cônsul Caio Cláudio Nero, que vigiava Aníbal e juntou-se ao colega para enfrentar Asdrúbal. Quando Aníbal ouviu falar sobre a derrota e morte de seu irmão (os romanos jogaram a cabeça decepada de Asdrúbal no acampamento cartaginês), retirou-se para Brúcio onde aquartelou seu exército nos anos que se seguiram.
A combinação desses eventos marcou o fim dos sucessos de Aníbal na Itália. No ano de 206 a.C. terminaram as hostilidades na Hispânia em favor dos romanos, que tomaram o território após a vitória decisiva na Batalha de Ilipa. Enquanto isso, Aníbal emboscou em Brúcio, ao lado de uma floresta, os exércitos consulares de Lúcio Vetúrio Filão e Quinto Cecílio Metelo que estavam devastando a região de Cosência, mas foi incapaz de recuperar o espólio.
No ano seguinte, 205 a.C., o irmão menor de Aníbal, Magão, tendo sido derrotado na Hispânia, conseguiu desembarcar com tropas em Ligúria, abrindo novamente uma frente de guerra no norte da Itália. Esse contingente poderia ser reforçado pelo mar por Cartago com vários milhares de homens e elefantes. Nesse mesmo ano, os romanos sob o comando do cônsul recém-eleito Públio Cornélio Cipião, reconquistaram o porto de Locri em Brúcio, sem que Aníbal pudesse impedir. No final do ano uma peste afetou o exército de Aníbal e do cônsul romano Públio Licínio Crasso Dives, que precisou pedir ao Senado licença para suas tropas, sendo estas rendidas por novas tropas no início do novo consulado.
Em 204 a.C. o novo cônsul Públio Semprônio Tuditano enfrenou na Batalha de Crotona o exército de Aníbal e foi derrotado. No dia seguinte com a chegada do exército do procônsul Públio Licínio Crasso voltou a enfrentar Aníbal conseguindo desta vez a vitória, forçando o púnico a refugiar-se em Crotona. As cidades de Clampécia, Cosência e Pandósia, todas em Brúcio, caíram em mãos romanas.
Magão foi derrotado no final de 203 a.C. pelos exércitos do procônsul Marco Cornélio Cetego e do pretor Públio Quintílio Varo. Seriamente ferido na batalha, depois de ser convocado por Cartago, ele tentou se juntar a seu irmão na África, embarcando nas tropas remanescentes, mas pereceu durante a jornada.
No mesmo ano de 203 a.C., Tito Lívio registrou, embora de forma duvidosa, um possível confronto perto de Crotona entre o cônsul Servílio Cépio e Aníbal, no qual este último teria tido pesadas baixas.

### Batalha de Zama

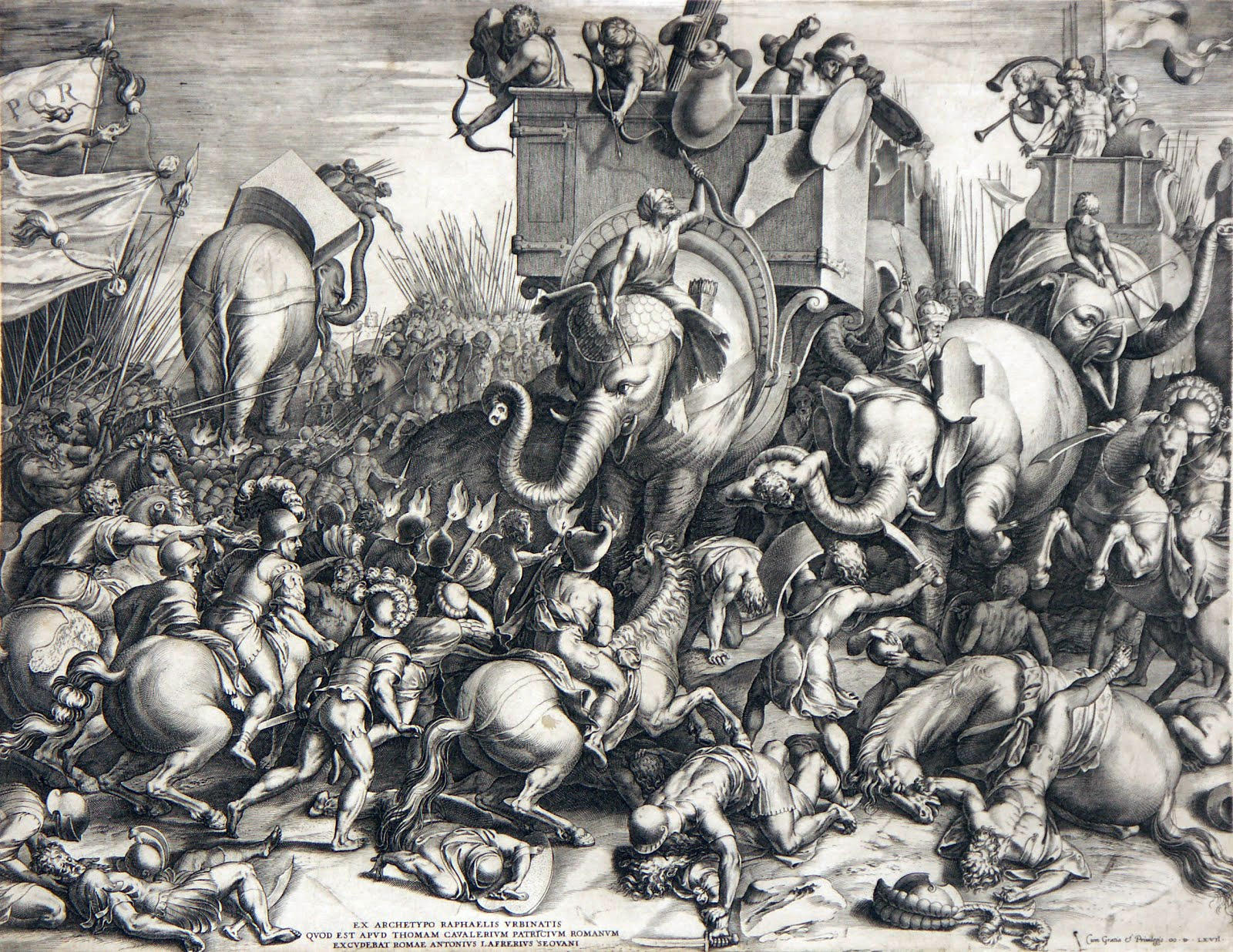
Gravura da Batalha de Zama. Cornelis Cort, 1567.

Os romanos, liderados por Cipião, obtiveram um importante sucesso diplomático em 206 a.C., garantindo os serviços do príncipe númida Massinissa. Antigo aliado de Cartago na Hispânia, ele entrara em conflito pessoal com Sífax, um aliado númida de Cartago. Em 204 a.C., os romanos desembarcaram no Norte de África com o objetivo de forçar Aníbal a fugir da Itália e transferir o combate para suas próprias terras.
Em 203 a.C., após quase 15 anos de combates na Itália, Cipião progrediu em solo Africano e os cartagineses eram favoráveis à paz liderada por Hanão, o Grande. Ele tentava negociar um armistício com os romanos enquanto dificultava o envio de reforços para Aníbal. Este último foi convocado pelo governo, que decidiu deixar o comando da guerra nas suas mãos e de seu irmão Magão, que morreu na viagem de volta. Depois de deixar provas de sua expedição militar em uma gravura escrita em púnico e grego antigo no templo de Juno, em Crotona, Aníbal partiu para terras africanas. Os navios desembarcaram em Lépcis Menor (atual Lamta) e Aníbal estabeleceu, após dois dias de viagem, seus alojamentos de inverno em Hadrumeto. Seu retorno reforçou o moral do exército cartaginês, que Aníbal pôs à frente de uma força composta dos mercenários que ele havia alistado na Itália e de recrutas locais. No ano 202 a.C., Aníbal encontrou-se com Cipião para tentar negociar uma paz com a República. Apesar de sua admiração mútua, as negociações fracassaram porque os romanos acusaram os cartagineses de quebrar o tratado assinado após a primeira Guerra Púnica com o ataque a Sagunto e pilhagem de uma frota romana estacionada no Golfo de Tunes. No entanto, os romanos propuseram um tratado de paz que estipulou que Cartago não manteria mais que territórios no norte da África, que o reino de Massinissa seria independente, que Cartago deveria reduzir sua frota e pagar uma indenização. Os cartagineses, reforçados pelo retorno de Aníbal e pela chegada de suprimentos, rejeitaram as condições.
A batalha decisiva do conflito teve lugar em Zama, lugar da Numídia que se encontra entre Constantina e Tunísia, em 19 de outubro de 202 a.C.. Ao contrário da maioria das batalhas travadas durante a Segunda Guerra Púnica, os romanos tinham uma cavalaria melhor do que os cartagineses, que possuíam uma infantaria superior. A superioridade romana deveu-se ao cisma da cavalaria númida por Massinissa. Aníbal, cuja saúde deteriorara seriamente devido aos anos de campanha na Itália, ainda tinha vantagem de 80 elefantes de guerra e 15 mil combatentes veteranos da Itália, embora o resto do seu exército fosse composto por mercenários celtas ou por cidadãos cartagineses pouco aguerridos. Aníbal tentou usar a mesma estratégia que usou em Canas. No entanto, as táticas romanas evoluíram após 14 anos e a tentativa de confinamento falhou. Os cartagineses foram finalmente derrotados.
Aníbal perdeu em Zama cerca de 40 000 homens (em contraste com os 1 500 dos romanos) e o respeito de seu povo, que viu seu melhor general ser derrotado na última e mais importante batalha do conflito. A cidade púnica foi obrigada a assinar a paz com Roma e Cipião, que depois da guerra adotou o apelido de Africano. O tratado estipulava que a outrora maior potência do Mediterrâneo deveria renunciar à sua frota de guerra e exército, e que deveria pagar um tributo por 50 anos.

## Após Zama

### Carreira política

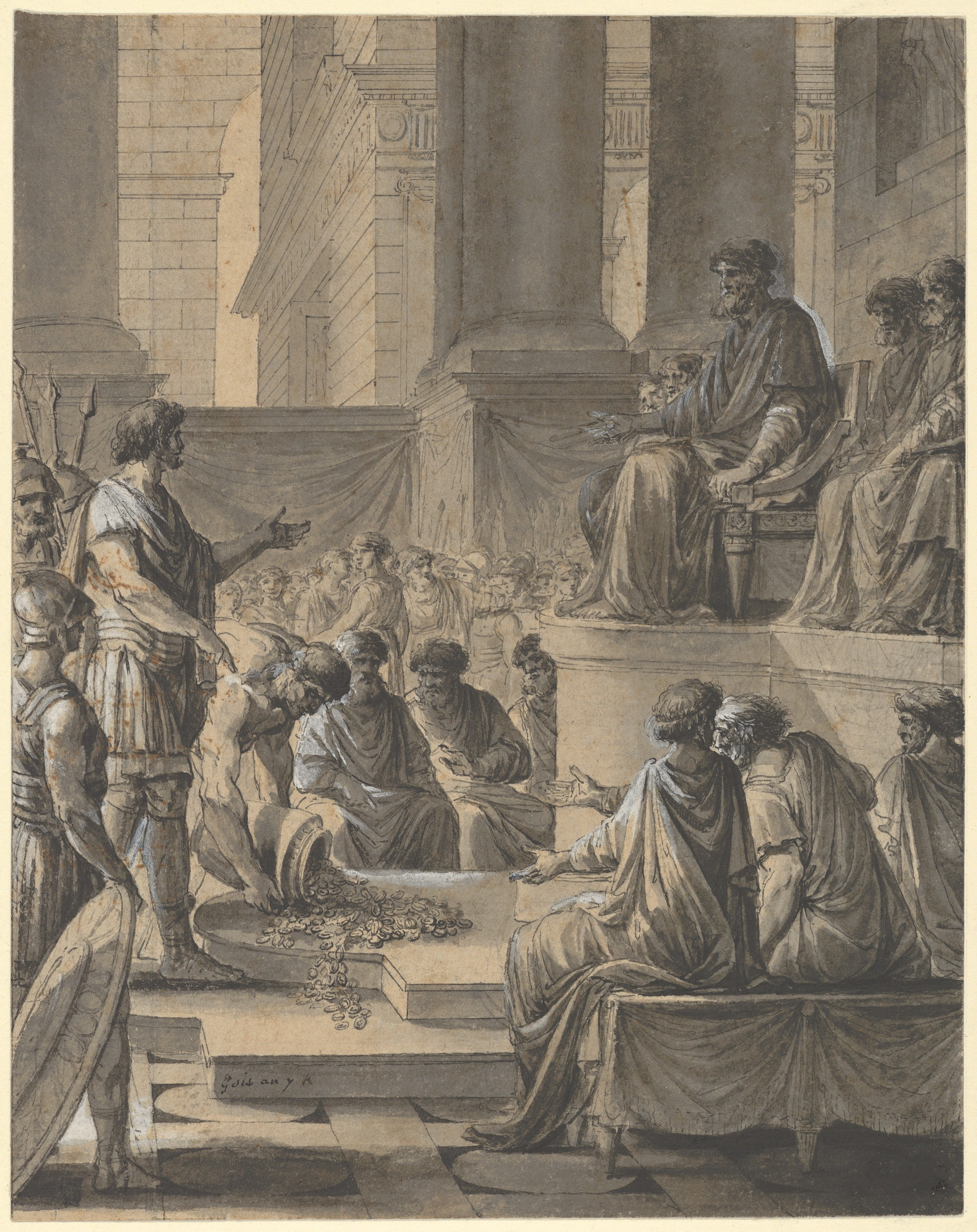
Aníbal no Senado Cartaginês

Em 201 a.C., Aníbal foi obrigado a assinar um tratado de paz com Roma, que privou Cartago de seu antigo império. Aníbal tinha 46 anos e decidiu entrar para a vida política cartaginesa dirigindo o partido democrático.
A cidade estava dividida em duas importantes correntes ideológicas. A primeira, conduzida pelo partido democrático liderado pelos Bárcidas e comprometido em continuar as conquistas na África às custas dos númidas. A segunda corrente política ideológica baseava-se na oligarquia conservadora, na busca de uma prosperidade econômica baseada no comércio, nos impostos portuários e nos impostos das cidades subordinadas a Cartago. Essa corrente era agrupada em torno de Hanão, o Grande. Eleito sufete em 196 a.C., Aníbal restaurou a autoridade e o poder do Estado, representando assim uma ameaça aos oligarcas, que o acusaram de ter traído seu país ao não tomar Roma quando teve oportunidade.
Aníbal tomou uma medida que prejudicou irremediavelmente dos oligarcas. O velho general determinou que a indenização imposta a Cartago por Roma depois da guerra não deveria vir do tesouro, mas dos oligarcas por meio de impostos extraordinários. Os oligarcas não intervieram diretamente contra o sufete mas sete anos depois da derrota de Zama, fizeram um apelo aos Romanos, alarmados com a nova prosperidade de Cartago. Roma exigiu a entrega de Aníbal, sob o pretexto de uma relação epistolar deste último com Antíoco III. Aníbal voluntariamente decidiu ir para o exílio em 195 a.C..

### Exílio na Ásia
Aníbal começou sua jornada por Tiro (cidade do atual Líbano), a cidade fundadora de Cartago. Mais tarde ele foi para Éfeso, onde foi recebido com honras militares pelo rei Antíoco III Magno da Síria, que estava se preparando para a guerra contra Roma. Aníbal rapidamente percebeu que o exército sírio não podia rivalizar com o exército romano. Então, o velho general cartaginês aconselhou o rei a equipar uma frota e um corpo de tropas terrestres no sul da Itália e ofereceu-se para comandar esse contingente. Mas não conseguiu que o soberano lhe desse esse posto, porque, segundo Apiano, havia ciúme e inveja dos cortesãos e generais que temiam que o púnico ficasse com toda a glória da vitória.
Em 190 a.C., Aníbal comandou uma frota fenícia, mas pouco confortável no combate naval, foi vencido no rio Eurimedonte pelos romanos e seus aliados rodesianos. Temendo ser entregue ao final do acordo de paz assinado por Antíoco III, Aníbal fugiu da corte e a jornada que se seguiu é bastante incerta.
Acredita-se contudo que ele visitou Creta, enquanto Plutarco e Estrabão sugerem que rumou ao Reino da Armênia e se apresentou diante do rei Artaxias I, que lhe atribuiu a supervisão de planejamento e construção da capital Artaxata. Logo ao voltar à Ásia Menor, Aníbal buscou refúgio com Prúsias I da Bitínia, que estava em guerra com um aliado de Roma, o rei Eumenes II de Pérgamo.

### "Soberano Helenístico"

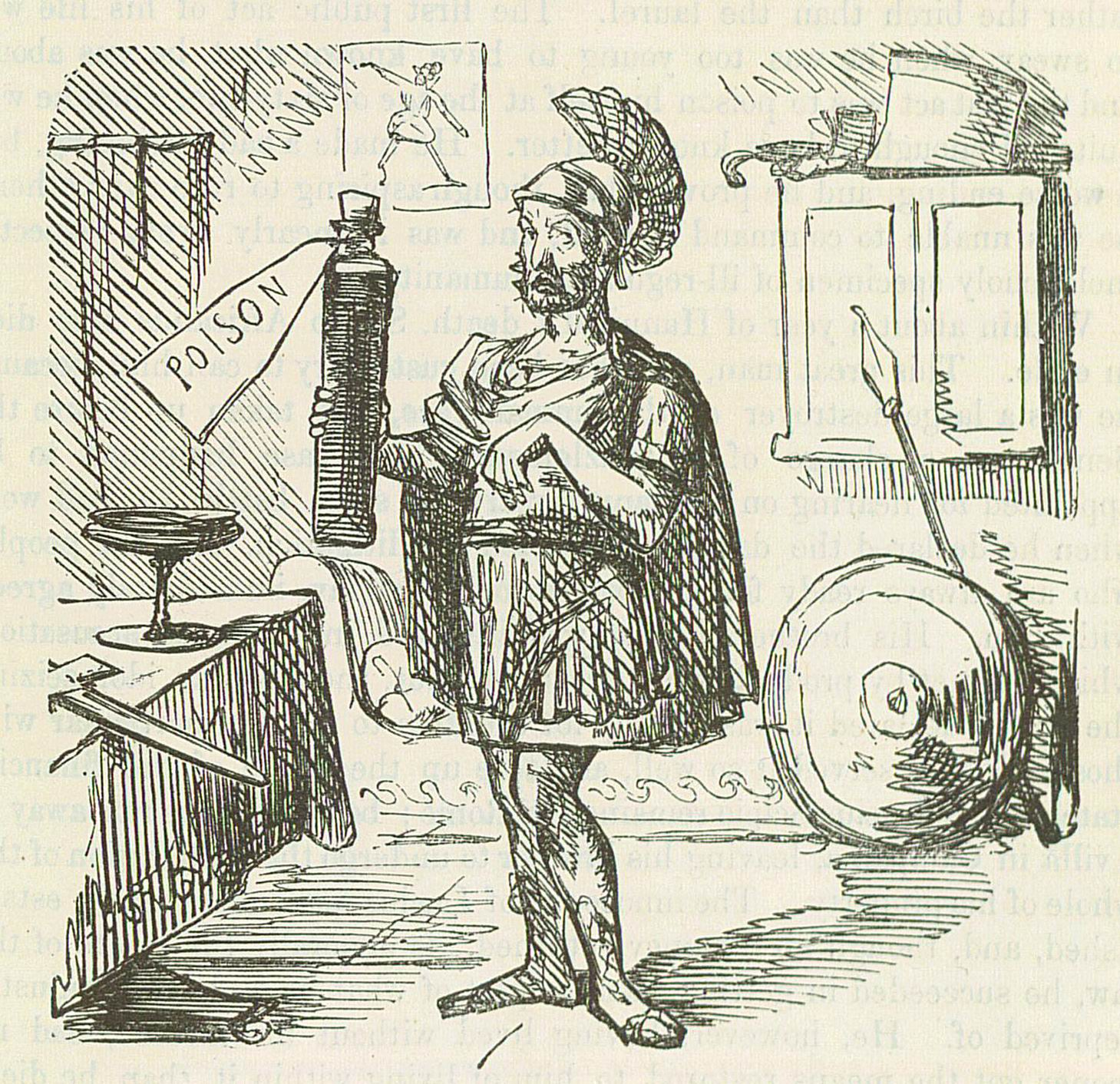
Caricatura do século XIX que representa a morte por envenenamento de Aníbal

Aníbal colocou-se a serviço de Prúsias I durante esta guerra. Uma de suas vitórias foi às custas de Eumenes II no mar. Foi dito que ele foi um dos primeiros a usar a guerra biológica: ele jogou caldeirões cheios de serpentes nos navios inimigos.
Outro de seus talentos militares foi a fundação provável da cidade de Prusa (atual Bursa, na Turquia), a pedido do Rei Prúsias I. Esta fundação, juntamente com Artaxata na Armênia, elevou Aníbal ao posto de "soberano helenístico". Uma profecia que se espalhou no mundo grego entre 185 e 180 a.C. preconizava um rei chegado da Ásia para fazer os romanos pagarem pela submissão que haviam imposto aos gregos e macedônios. Muitos insistiram em pensar que este texto fazia referência a Aníbal. Por essa razão, o cartaginês, de origem bárbara aos olhos dos gregos, estava perfeitamente integrado ao mundo helenístico. Os romanos não podiam ignorar essa ameaça e, pouco depois, enviaram uma comitiva diplomática para ter com Prúsias.
Aníbal tornara-se um hóspede desconfortável e o rei bitínio decidiu trair seu convidado que residia em Libisa, na costa leste do mar de Mármara. Sob a ameaça de ser entregue ao embaixador romano Tito Quíncio Flaminino, Aníbal decidiu cometer suicídio no inverno de 183 a.C. usando um veneno que é dito ter estado em seu anel por um longo tempo. Apesar de tudo, não está completamente claro qual foi o ano exato de sua morte. Se, como Tito Lívio sugere, Aníbal morreu no ano de 183 a.C. (no mesmo ano em que seu grande inimigo Cipião Africano), o velho general cartaginês teria 63 anos.

### Funeral
Sexto Aurélio Vítor escreveu que seu corpo repousa em um caixão de pedra, no qual é visível a inscrição: "Aqui Aníbal se esconde.
Entre os locais considerados como abrigo para a tumba de Aníbal, figura uma pequena colina coberta de numerosos ciprestes e localizada em algumas ruínas situadas perto de Diliskelesi, que hoje em dia é uma zona industrial próxima da cidade turca de Libisa (atual Gebze) em Kocaeli. Considerado o túmulo do general, foi restaurado no ano 200 pelo imperador Septímio Severo, originalmente de Léptis Magna (atual Líbia), que ordenou cobrir o túmulo com uma laje de mármore branco. O lugar está hoje em ruínas. Escavações realizadas em 1906 por arqueólogos experientes, incluindo Theodor Wiegand, revelaram evidências que os tornaram céticos quanto à localização real da tumba.

## Legado

### Equilíbrio paradoxal
Com os cartagineses, desapareceu o maior inimigo que a República Romana enfrentou. Portanto, o equilíbrio pessoal de Aníbal se traduz em um fracasso. O Mediterrâneo ocidental tornou-se um "lago romano" do qual Cartago foi apartada, enquanto Roma estendeu seus domínios pelo mundo grego e pela Ásia.
Mas, ao mesmo tempo (e aqui reside o paradoxo de seu equilíbrio), Aníbal tentou romper (com seus discursos sobre a liberdade das cidades) as alianças de Roma com as cidades gregas. Desta forma, o general obrigou a república a legitimar suas ações e a se comportar como uma grande potência imperialista. Por essa razão, Aníbal permaneceu no coração da história grega e romana.

### Antiguidade
Muito tempo depois de sua morte, o nome de Aníbal continuou a representar um fantasma de uma ameaça perpétua à República Romana. Foi escrito que ensinou aos romanos o significado de medo a estes que se proclamavam descendentes de Marte.[carece de fontes?]
Por gerações, matronas romanas continuaram contando histórias terríveis sobre o general para as crianças quando elas se comportavam mal. Aníbal simbolizada tanto medo que, qualquer que fosse o desastre que confrontavam, era comum ver os senadores romanos gritando Hannibal ad portas ("Aníbal está em nossas portas!") para expressar sua ansiedade. Tais expressões vêm do impacto psicológico da presença de Aníbal na cultura romana na Itália.
Neste contexto, aparece uma admiração (forçada) nos escritos de historiadores romanos Tito Lívio e Juvenal. Por outro lado, os romanos chegaram a erguer estátuas do general cartaginês nas ruas de Roma, para representar a face do imponente adversário, o qual seus exércitos haviam derrotado.

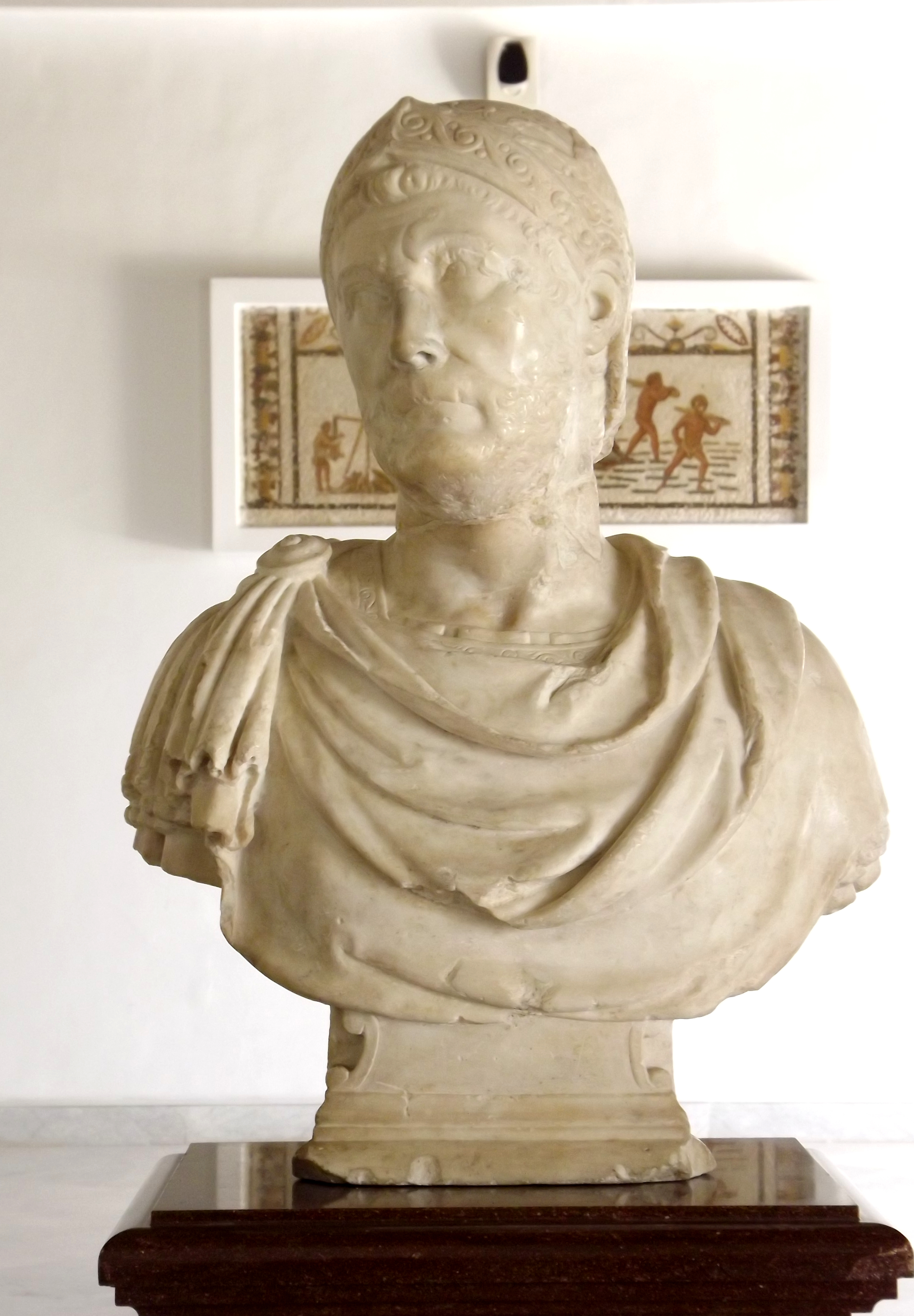
Busto de Aníbal Barca exposto no Museu Bardo, em Tunes, entre 27 e 29 de maio de 2016. O busto pertence ao museu de Arqueologia de Nápoles na Itália

No entanto, durante a Segunda Guerra Púnica, os romanos se recusaram a se render e rejeitaram todas as iniciativas de paz; tampouco quiseram pagar o resgate para a libertação de prisioneiros capturados na Batalha de Canas.
Além disso, os textos históricos registraram que não havia nenhum grupo dentro do senado romano que queria a paz, nem aconteceu nenhuma traição romana que daria vantagem aos cartagineses, nem nenhum golpe de Estado que levaria ao estabelecimento de uma ditadura. Ao contrário, os patrícios romanos competiram entre si para obter os melhores postos de comando, a fim de lutar contra o inimigo mais perigoso que Roma havia enfrentado. Contudo, o gênio militar de Aníbal não foi suficiente para perturbar a organização política e militar republicana. Como Lazenby escreve:
| “ | Há muitos textos a favor da maturidade política e ao respeito pelas normas constitucionais baseadas no fato de que o complexo mecanismo governamental continuou a funcionar mesmo em meio a um desastre. Existem poucos estados da Antiguidade que ousariam manter um general que perdera uma batalha como Canas, e menos ainda um que o teria tratado com o respeito devido a um chefe de Estado. | ” |

De acordo com Tito Lívio, os romanos nunca tiveram medo de enfrentar Aníbal, mesmo quando ele começou sua marcha sobre Roma em 211 a.C.:
| “ | Um mensageiro de Frégelas, que marchara sem descanso noite e dia, causou grande terror em Roma. O chegada de moradores rurais, cujas histórias misturavam verdades e mentiras, espalharam a agitação por toda a cidade. As mulheres ecoaram seus lamentos em casas particulares; as mulheres ilustres, desafiando todos os olhos, corriam em massa em direção aos templos dos deuses; com os cabelos despenteados, ajoelhadas ao pé dos altares, as mãos estendidas para os céus e aos deuses, imploravam para salvar Roma das mãos dos inimigos e para salvar a honra e a vida das mães romanas e de seus filhos. | ” |

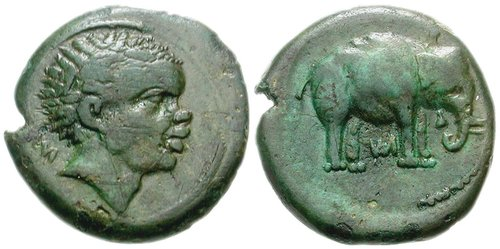
Moeda etrusca (possivelmente Aníbal)

Para o senado, esta notícia causou impacto "de acordo com o caráter de cada senador". O senado decidiu manter o cerco de Cápua, embora tenha destinado 15 mil soldados e 1 000 cavaleiros para proteger a capital. Segundo Tito Lívio, as terras ocupadas pelo exército de Aníbal nas vizinhanças da cidade foram revendidas pelos romanos a um preço justo. Isto pode ou não pode ser verdade, como afirmou Lazenby, "poderia ter sido, porque não mostram apenas a suprema confiança dos romanos na vitória final, mas também a maneira pela qual buscavam uma aparência de vida normal". Após a Batalha de Canas, os romanos mostraram considerável força diante da adversidade. Um sinal inegável da confiança de Roma é o fato de que, após o desastre de Canas, a capital republicana estava praticamente sem tropas para defendê-la; no entanto, o senado decidiu não remover uma única guarnição de suas províncias para defender a cidade. Na verdade, as tropas provinciais foram reforçadas e campanhas em terras estrangeiras permaneceram até que as vitórias finais ocorressem na Sicília, sob o comando de Marco Cláudio Marcelo, e na Hispânia, sob o comando de Cipião Africano. Embora as consequências a longo prazo da guerra de Aníbal sejam incontestáveis, esta foi inegavelmente a mais "bela hora" da história de Roma.
A maioria das fontes disponíveis de historiadores sobre a figura de Aníbal são de origem romana. Ele foi considerado o maior inimigo que Roma já enfrentou. Em sua obra, o historiador Tito Lívio afirma que o cartaginês era extremamente cruel. A mesma opinião tinha Cícero, historiador que ao falar dos dois maiores inimigos de Roma escreve sobre  "honorável" Pirro e o cruel Aníbal. No entanto, chegaram-nos outras fontes que traçam outra imagem. Quando seus sucessos levaram à morte vários cônsules romanos, Aníbal buscou em vão o corpo de Caio Flamínio nas margens do lago Trasimeno, organizou cerimônias rituais em honra de Lucio Emilio Paulo, e enviou as cinzas de Marco Cláudio Marcelo a sua família em Roma. O historiador Políbio parecia sentir simpatia por Aníbal. Deve-se notar que Políbio permaneceu refém na Itália por um longo período, e se baseou principalmente em fontes romanas. Existe a possibilidade de que Políbio tenha reproduzido elementos da propaganda romana.

### Modernidade
"Aníbal" é um nome bastante comum hoje e as referências ao geral também são abundantes na cultura popular. Como no caso de outros grandes generais da história, as vitórias de Aníbal sobre um inimigo superior e sua luta constante por uma causa perdida dão a ele uma reputação que sobrevive além das fronteiras de seu país de origem.
Sua jornada através dos Alpes continua sendo uma das mais incríveis façanhas militares da Antiguidade, e desperta a imaginação das pessoas através de múltiplas produções artísticas, como romances, séries ou filmes.
Desde a Antiguidade, Aníbal foi imbuído de certos atributos: audácia, coragem e espírito combativo. Estas são aplicadas durante um desporto de aventura que parte de Lyon com destino a Turim, que comemora esta travessia pelos Alpes, e que tem o seu nome: o Caminho de Aníbal.
Outro legado de Aníbal consiste em olivais que cobriam a maior parte do Norte de África, graças ao trabalho de seus soldados, o que foi considerado pelo Estado cartaginês e seus generais uma "pausa" prejudicial.

### História militar

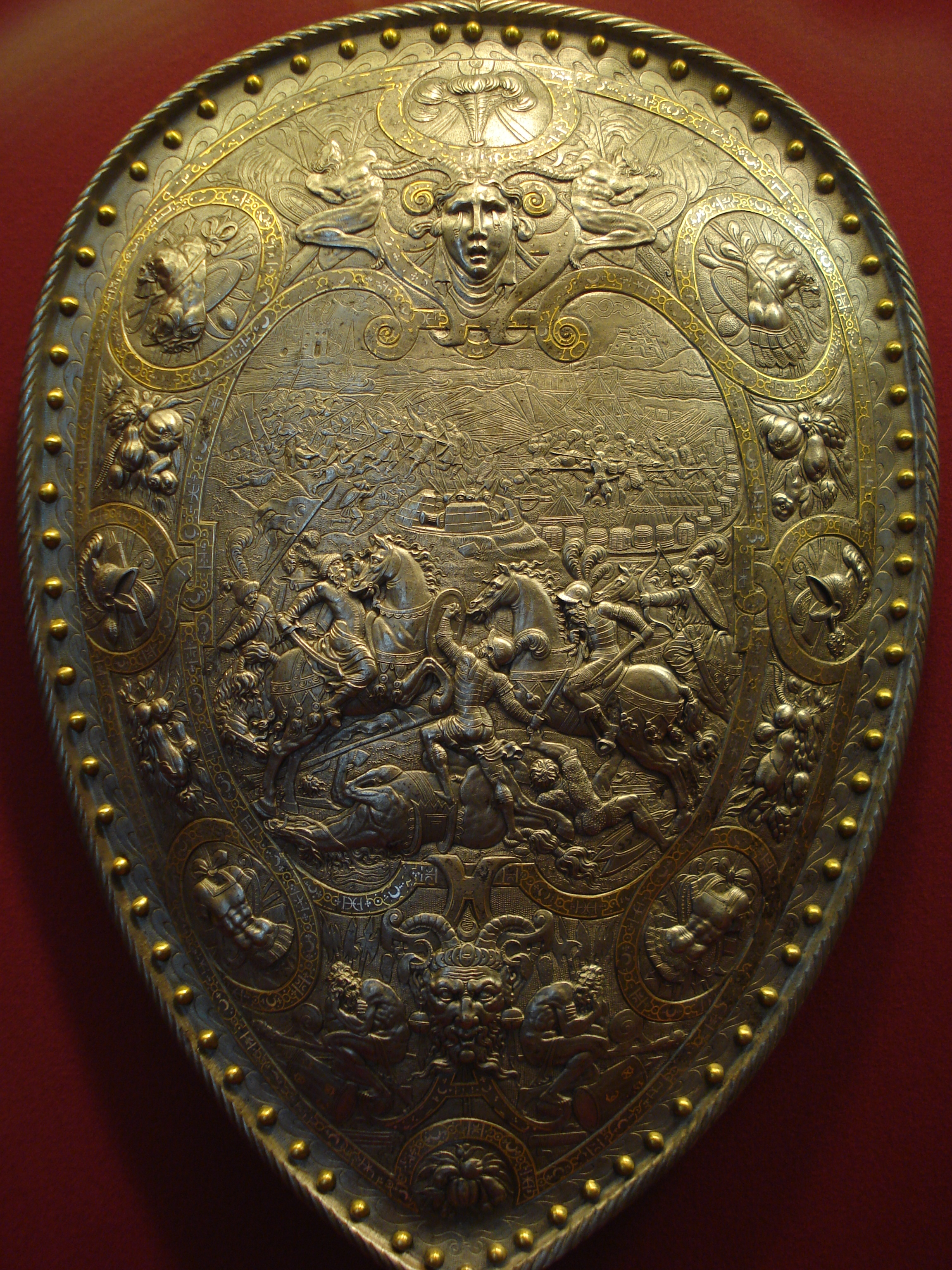
O escudo de representando a vitória de Aníbal em Canas, uma ilusão do conflito da França com o Sacro Império Romano-Germânico durante o século XVI.

Vários anos após a Segunda Guerra Púnica, enquanto Aníbal era um conselheiro político do Império Selêucida, Cipião, o africano, foi enviado em uma missão diplomática de Roma a Éfeso. Plutarco e Apiano registraram tal encontro, mas a data exata é desconhecida:
| “ | Diz-se que durante uma apresentação na arena, na presença de numerosos espectadores, Cipião e Aníbal tiveram uma discussão sobre a questão da competência dos generais. Cipião questionou Aníbal quem teria sido o maior geral , ao qual este último respondeu: Alexandre, o Grande. Cipião concordou, colocando Alexandre na primeira posição. Depois, perguntou a Aníbal quem colocaria em segunda posição. Ele respondeu citando Pirro, porque considerava que a primeira virtude de um general era a audácia. Ele afirmou que "seria impossível encontrar dois reis mais ousados do que eles". Cipião se sentiu um pouco irritado com essa resposta. No entanto, ele perguntou ao cartaginês quem ele colocaria na terceira posição, esperando que ele lhe concedesse esse privilégio. Mas Aníbal respondeu: "Eu mesmo. Em minha juventude, conquistei a Hispânia e atravessei os Alpes com um exército, feitos que aconteceram pela primeira vez desde Héracles. Atravessei a Itália e fiz vocês tremerem de terror, forçando-os a abandonar quatrocentas de suas cidades. Muitas vezes ameacei sua cidade com extremo perigo, tudo sem receber dinheiro ou reforços de Cartago." Como Cipião viu que o púnico estava disposto a continuar se vangloriando, disse rindo: "Em que posição você se coloca, Aníbal, se você não tivesse sido derrotado por mim?" Aníbal sentiu sua inveja e respondeu: "Nesse caso, eu estaria à frente de Alexandre". Dessa forma, Aníbal continuou a se elogiar, mas ele sutilmente elogiou Cipião, sugerindo que ele teria vencido alguém que era maior que Alexandre. Depois dessa conversa, Aníbal pediu a Públio Cornélio Cipião que fosse seu convidado; Cipião ficaria encantado se Aníbal não vivesse com o rei Antíoco III, o Grande, que desconfiava dos romanos. Assim, como grandes comandantes que eram, esqueceram sua inimizade quando as guerras terminaram. | ” |

Os feitos de Aníbal, e particularmente sua vitória em Canas, foram estudados e analisados por academias militares em todo o mundo. Na Enciclopédia Britânica de 1911, o autor do artigo dedicado a Aníbal elogia o general nestes termos:
| “ | Sobre a transcendência do gênio militar de Aníbal não pode haver duas opiniões. O homem que foi capaz de manter suas conquistas em um país hostil em face de vários exércitos poderosos e uma sucessão de comandantes capazes, deve necessariamente ter sido um tático e estrategista sem igual. Certamente, superou todos os generais da antiguidade no uso de estratagemas e emboscadas. Por mais incríveis que tenham sido suas conquistas, devemos admirá-lo ainda mais se considerarmos o escasso apoio recebido da Cartago. Conforme seus veteranos tombavam, era forçado a organizar uma reposição onde quer que ele estivesse. Ele nunca menciona um único motim em seu exército, composto como era de africanos, hispânicos e gauleses. Além disso, tudo o que sabemos sobre ele chegou até nós principalmente de fontes hostis. Os romanos o temiam e o odiavam tanto que não podiam fazer justiça a ele. Tito Lívio fala de suas grandes qualidades, mas acrescenta que seus vícios eram igualmente grandes, entre os quais se destacam sua "perfídia púnica" e sua "crueldade desumana". Para a primeira parece não haver maior justificativa do que sua habilidade consumada em emboscadas. Em relação à segunda, acreditamos que não é possível outra explicação senão a ação de acordo com o espírito da guerra antiga, em momentos de crise. Às vezes ele retrata mais favoravelmente seu inimigo. Nenhuma brutalidade mancha seu nome tanto quanto a perpetrada por Cláudio Nero ao vencido Asdrúbal. Políbio apenas menciona que ele foi acusado de crueldade por parte dos romanos e de ganância por parte dos cartagineses. Ele certamente tinha inimigos implacáveis e sua vida representou uma luta constante contra o destino. Por causa de sua firmeza de propósito, sua capacidade de organização e seu domínio da ciência militar, é possível que jamais tenha existido alguém igual. | ” |

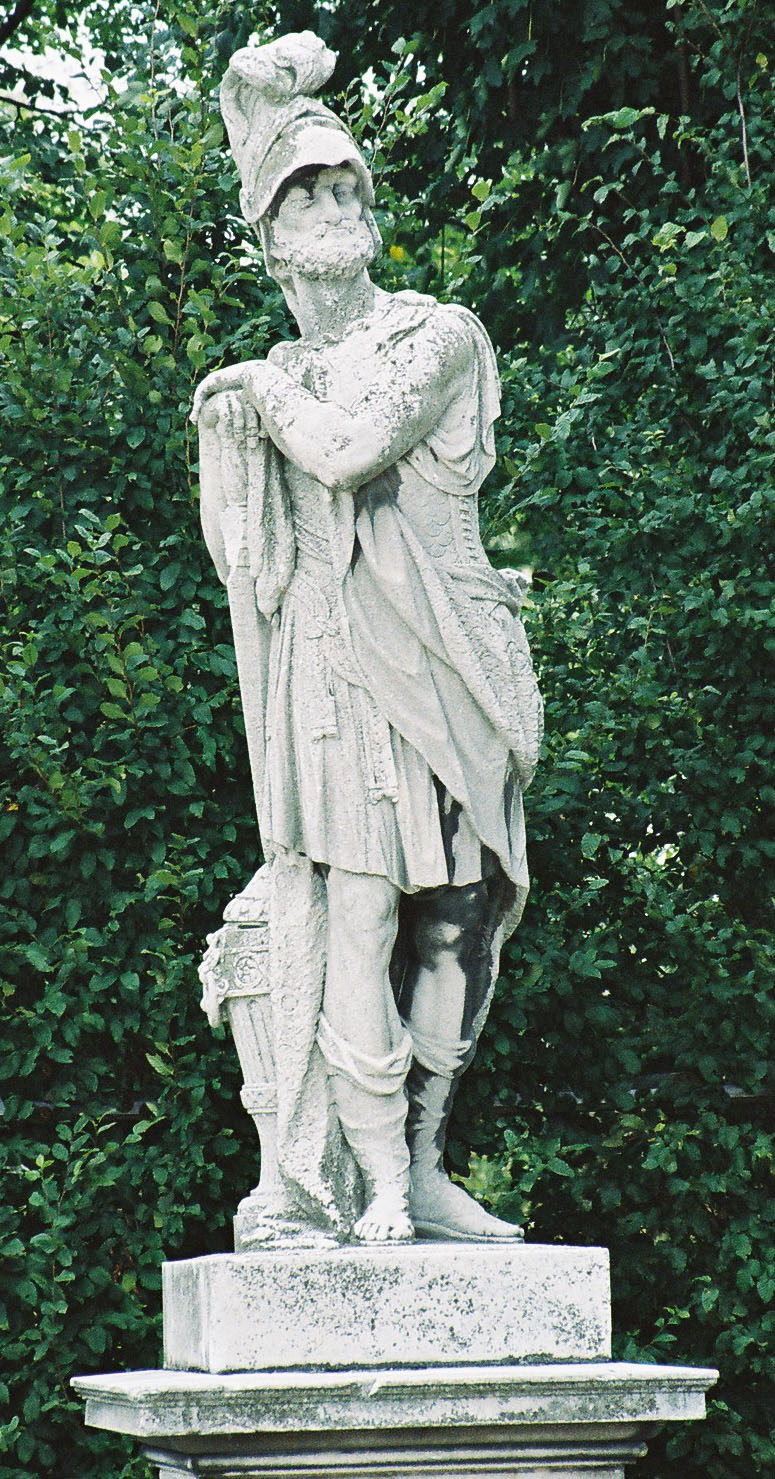
Estátua de Aníbal no Palácio de Schönbrunn(Viena).

Até mesmo os cronistas romanos o consideram um supremo mestre militar e escreveram que ele "nunca exigiu de outros algo que ele mesmo não tivesse feito". Segundo Políbio, "como um sábio governante, ele sabia como contentar e subjugar seu povo, dando-lhes o que necessitavam e estes nunca se rebelaram contra ele nem tentaram qualquer sedição. Embora seu exército fosse composto de soldados de diversos países (africanos, hispânicos, ligúrios, gauleses, cartagineses, italianos e gregos) que não tinham em comum nem leis, nem costumes, nem linguagem, Aníbal teve êxito por meio de sua capacidade de reunir todas essas diferentes nações e submetê-las à sua liderança, impondo-lhes suas opiniões.".
O documento de Alfred von Schlieffen (intitulado Plano Schlieffen), desenvolvido a partir de seus estudos militares, baseia-se fortemente em técnicas militares empregadas pelos cartagineses para cercar e destruir com sucesso o exército romano na Batalha de Canas. George Patton achava que era ele próprio a reencarnação de Aníbal (entre outras reencarnações, Patton achava que ele era um legionário romano e um soldado de Napoleão Bonaparte). No entanto, os princípios de guerra que foram aplicados no tempo de Aníbal ainda são aplicados hoje.".
Finalmente, de acordo com o historiador militar Theodore Ayrault Dodge:
| “ | Aníbal se destacou como um estrategista militar. Ao longo da história, nenhuma batalha ofereceu um melhor exemplo do uso de táticas do que a Batalha de Canas. Mas ele se destacou ainda mais como logístico e como estrategista. Nenhum capitão marchara alguma vez como ele, com e contra tantos exércitos que o excediam em número e recursos. Nenhum homem jamais resistiu por si mesmo por tanto tempo e com tal habilidade, em condições tão adversas, de uma maneira tão engenhosa e cheia de coragem. Confrontado constantemente com os melhores soldados, comandados por generais respeitados, muitas vezes de grande habilidade, ele desafiou todos os esforços que fizeram para expulsá-lo da Itália, por meia geração. Com exceção do caso de Alexandre e de alguns conflitos de guerra isolados, todas as disputas anteriores à Segunda Guerra Púnica foram decididas, na maior parte, se não completamente, por táticas de batalha. A capacidade estratégica influenciou apenas até certo ponto. Os exércitos marchavam um contra o outro, lutavam em ordem paralela e o vencedor impunha os termos ao seu derrotado. Qualquer variação nessa regra levou a uma emboscada ou a outros estratagemas. Uma guerra como aquela, que foi levada a cabo ao evitar a necessidade de entrar em batalha, onde a vitória poderia ser conseguida através de ataques a comunicações inimigas, manobras de flanco, obtenção de posições para se retirar rapidamente em caso de ataque, não se entendia... [no entanto], pela primeira vez na história da guerra, vemos dois generais se esquivando uns dos outros, ocupando as terras altas, marchando sobre os flancos do seu rival para capturar cidades ou suprimentos na retaguarda, atacando uns aos outros com táticas de guerrilha, e raramente se aventurando a batalhar, confronto que poderia se tornar um desastre completo; tudo com o objetivo preconcebido de colocar o oponente em desvantagem estratégica... que tudo o que foi produzido se deveu aos ensinamentos de Aníbal. | ” |

## Linha do tempo
| Linha do Tempo da Vida de Aníbal(248 a.C.–c. 183 a.C.) |
| ------------------------------------------------------ |
|                                                        |